# Guerre napoleoniche
Le guerre napoleoniche sono un insieme di conflitti combattuti in Europa dopo la Rivoluzione francese, nel periodo in cui Napoleone Bonaparte governò la Francia; tali conflitti furono in parte estensione delle guerre rivoluzionarie, perduranti poi durante tutto il Primo Impero francese.
Non esiste un consenso unanime nello stabilire quando si possano ritenere concluse le guerre rivoluzionarie francesi e cominciate quelle riconducibili a Napoleone: una data possibile di inizio di queste ultime è il 9 novembre 1799, giorno in cui Bonaparte salì al potere in Francia con il colpo di Stato del 18 brumaio. La data di inizio usata più comunemente è il 18 maggio 1803, in occasione della rinnovata dichiarazione di guerra tra Regno Unito e Francia, dopo le reciproche accuse di violazione degli accordi sanciti con il trattato di Amiens, evento che pose termine all'unico periodo di pace generalizzata in Europa tra il 1792 e il 1814.
Un'ultima data di inizio proposta è il 2 dicembre 1804, giorno nel quale Napoleone si incoronò imperatore. Le guerre napoleoniche ebbero termine dopo la disfatta finale di Napoleone nella battaglia di Waterloo il 18 giugno 1815 e il secondo Trattato di Parigi. Il periodo che va dal 20 aprile del 1792 al 20 novembre 1815 viene anche indicato con il termine di "grande guerra francese". Le guerre napoleoniche provocarono circa un milione e mezzo di vittime civili e oltre tre milioni di combattenti caduti.

## Premesse

### La prima coalizione
Gli eventi della Rivoluzione francese, e le mire espansionistiche avviate dal nuovo governo francese, avevano molto allarmato le principali potenze europee, timorose che gli effetti della rivoluzione si potessero estendere anche ai loro Stati; a seguito della dichiarazione di guerra della Francia al Sacro Romano Impero Germanico del 20 aprile 1792, Austria, Prussia, Regno Unito, Spagna, Portogallo, Regno di Sardegna e Regno di Napoli diedero vita alla prima coalizione antifrancese, e la neonata Repubblica si ritrovò assalita su tutti i fronti. La guerra ebbe un andamento altalenante: dopo una serie di insuccessi iniziali, l'esercito francese passò al contrattacco e inflisse numerose sconfitte ai coalizzati; il vecchio esercito regio, composto di soldati professionisti, venne rimpiazzato con un'armata composta da coscritti, e il Direttorio (l'organo di vertice istituito dopo il regime del Terrore) scatenò una guerra totale contro le potenze europee. Nel giro di pochi anni, la Francia si annetté i Paesi Bassi austriaci e la Renania, invase le Province Unite e le trasformò in uno Stato fantoccio (la Repubblica Batava), obbligò la Prussia a uscire dal conflitto e convinse la Spagna a passare dalla sua parte; una serie di violente rivolte realiste in Vandea vennero selvaggiamente domate tra il 1793 e il 1796.
Durante la guerra della prima coalizione si mise rapidamente in luce un giovane ufficiale d'artiglieria di origine corsa, in forza all'esercito rivoluzionario francese: Napoleone Bonaparte. Dopo essersi distinto nell'assedio di Tolone e nella repressione dell'insurrezione del 13 vendemmiaio anno IV il giovane Napoleone si vide assegnare il comando dell'Armata d'Italia il 2 marzo 1796, con il compito di invadere la penisola e assoggettarla alla Francia. Con una rapida azione l'armata di Napoleone valicò le Alpi e in un mese sconfisse ripetutamente le forze congiunte dell'Austria e del Regno di Sardegna, obbligando quest'ultimo a chiedere la pace e a ritirarsi dal conflitto nell'aprile del 1796; neutralizzato uno dei nemici Napoleone si gettò quindi sugli austriaci, infliggendo loro una sconfitta dietro l'altra nelle battaglie di Lodi (10 maggio 1796), di Arcole (17 novembre 1796) e di Rivoli (15 gennaio 1797). Obbligata alla resa la piazzaforte austriaca di Mantova, l'Armata d'Italia invase quindi Tirolo, Carinzia e Stiria, arrivando a minacciare Vienna; fu Napoleone stesso, scavalcando il Direttorio, a negoziare il successivo trattato di Campoformio il 17 ottobre 1797, con cui obbligò l'Austria a ritirarsi dalla coalizione e a riconoscere lo Stato fantoccio instaurato dai francesi nel Nord Italia, la Repubblica Cisalpina.
Con l'Austria fuori dal conflitto solo il Regno Unito rimaneva in armi contro la Francia; riconoscendo l'impossibilità di un attacco diretto a causa della superiorità della Royal Navy britannica sulla disastrata flotta francese Napoleone consigliò il Direttorio di inviare la sua armata alla conquista dell'Egitto, onde portare la minaccia ai collegamenti con la più importante delle colonie britanniche, l'India. Il 2 luglio 1798 i francesi sbarcarono ad Alessandria d'Egitto, e in breve tempo si assicurarono il controllo del paese; tuttavia, nella notte tra il 1º e il 2 agosto seguente, la flotta francese subì una disastrosa sconfitta nella battaglia del Nilo a opera dell'ammiraglio britannico Horatio Nelson, e l'armata di Napoleone si ritrovò così isolata e in balia del nemico.

### La seconda coalizione
La situazione volgeva contro la Francia anche in Europa: ai primi di gennaio del 1799 si formò una seconda coalizione antifrancese, che riuniva Regno Unito, Austria, Russia, Regno di Napoli e Impero ottomano. Le truppe della coalizione iniziarono una serie di offensive contro i francesi in Egitto, in Germania, in Svizzera e soprattutto in Italia, dove un grosso esercito austro-russo guidato dal feldmaresciallo Suvorov colse un successo dopo l'altro, cancellando in pochi mesi tutte le conquiste fatte da Napoleone; in aggiunta a ciò la Francia si trovava in bancarotta e i partiti monarchici andavano acquisendo sempre più popolarità. Informato della gravità della situazione, Napoleone lasciò in gran segreto il suo esercito in Egitto e il 9 ottobre 1799 rientrò in Francia, accolto entusiasticamente dalla popolazione. Avverso a ogni politica di pace il 9 novembre seguente il generale, grazie all'appoggio datogli dai membri del Direttorio Ducos e Sieyès, condusse un colpo di Stato militare (il cosiddetto "Colpo di Stato del 18 brumaio") che portò all'abolizione del Direttorio stesso e all'istituzione del regime del Consolato; facendosi nominare primo console, Napoleone era ora di fatto il padrone politico della Francia.
La situazione militare andava intanto migliorando: sul finire del 1799 il maresciallo Suvorov era stato costretto a ritirarsi e abbandonare la Svizzera dopo la seconda battaglia di Zurigo vinta dal generale Andrea Massena, mentre l'invasione anglo-russa dell'Olanda si era conclusa con una pesante disfatta per i coalizzati; alla luce di queste sconfitte e dei continui dissidi con gli alleati britannici e austriaci, lo zar Paolo I decise di ritirarsi unilateralmente dall'alleanza, lasciando la sola Austria a confrontarsi con i francesi sul continente. Napoleone riorganizzò rapidamente le forze francesi e, affidato al generale Moreau il compito di trattenere gli austriaci in Germania, condusse l'Armata di riserva in Italia contro le forze del generale Melas. Atteso al passo del Moncenisio, valicò invece le Alpi al passo del Gran San Bernardo il 24 maggio 1800, e costrinse alla resa il Forte di Bard con un attacco a sorpresa.
Dopo avere catturato Milano senza combattere l'armata di Napoleone affrontò gli austriaci nella battaglia di Marengo il 14 giugno seguente: la battaglia iniziò male per i francesi e avrebbe potuto trasformarsi in una disfatta per Napoleone se nel pomeriggio non fossero sopraggiunti i rinforzi capitanati dal generale Louis Desaix; la sua furiosa carica contro l'ala destra austriaca provocò la rotta dell'armata di Melas, anche se lo stesso Desaix rimase ucciso nelle fasi finali della battaglia. Sebbene non decisiva ai fini del conflitto, la vittoria dei francesi a Marengo obbligò gli austriaci ad abbandonare per la seconda volta l'Italia. Il 3 dicembre 1800 il generale Moreau ottenne finalmente una vittoria decisiva sugli austriaci nella battaglia di Hohenlinden; ormai allo stremo, il 9 febbraio 1801 l'Austria si ritirò dal conflitto con la firma del trattato di Lunéville.

### Il trattato di Amiens
Solo la Gran Bretagna (diventata, dal 1º gennaio 1801 "Regno Unito di Gran Bretagna e Irlanda") rimaneva in armi contro la Francia. Una spedizione militare britannica riuscì a costringere alla resa le residue forze francesi in Egitto sul finire dell'agosto del 1801, ma i britannici non disponevano di forze di terra sufficienti per insidiare il controllo francese sul continente; al tempo stesso, però, la netta superiorità acquisita dalla Royal Navy sul mare, ulteriormente rafforzata dopo la vittoria sulla flotta danese nella battaglia di Copenaghen (2 aprile 1801), precludeva ai francesi qualsiasi ipotesi di invasione delle isole britanniche: con circa 600 navi da guerra di vario genere che bloccavano con delle squadre di dimensioni variabili ogni base navale o porto di una certa importanza del territorio francese o da loro occupato, la flotta britannica impediva praticamente qualsiasi rifornimento o movimento della flotta avversaria e financo le più semplici operazioni di addestramento in mare, e contemporaneamente scortava imponenti convogli mercantili che rifornivano e trasportavano gli eserciti alleati impegnati nelle operazioni contro la Francia. Stante questa situazione di equilibrio, ai due contendenti non restò altro che la via dei negoziati; il 25 marzo 1802 venne quindi firmato il trattato di Amiens, che sanciva la conclusione delle ostilità.
La pace di compromesso sancita ad Amiens lasciava scontenti entrambi i contendenti, che ben presto si rinfacciarono reciprocamente violazioni del trattato: da un lato Napoleone influenzò pesantemente le elezioni tenutesi nella Repubblica Batava, oltre a farsi eleggere (con un vero e proprio diktat) presidente della Repubblica Italiana; dall'altro lato il Regno Unito era riluttante a cedere la strategica isola di Malta per restituirla ai suoi precedenti proprietari, i Cavalieri Ospitalieri. La situazione si fece progressivamente insostenibile e il 18 maggio 1803 il Regno Unito dichiarò formalmente guerra alla Francia, dando così inizio alle "guerre napoleoniche" vere e proprie.

## Storia delle guerre napoleoniche

### Trafalgar e Austerlitz

Napoleone incorona nella cattedrale di Notre-Dame di Parigi sua moglie Giuseppina davanti al Papa, opera di Jacques-Louis David.

Napoleone aveva impiegato il tempo concessogli dalla temporanea tregua con il Regno Unito per rinforzare il suo controllo politico sulla Francia: il 18 maggio 1804 il Senato proclamò ufficialmente la costituzione dell'Impero francese, e Napoleone stesso si autoincoronò imperatore il 2 dicembre seguente, dopo essersi riappacificato con il papa Pio VII grazie al concordato del 1801. Il nuovo scontro con il Regno Unito inizialmente si concretizzò in una serie di azioni navali, ma per la metà del 1804 Napoleone ammassò un'armata di 150 000 uomini a Boulogne, in vista di un'invasione delle isole britanniche; per attraversare il canale della Manica, tuttavia, era necessario allontanare da esso le navi della Royal Navy, e per tale ragione il neo-imperatore elaborò un complesso piano per attirare verso ovest la flotta britannica.
Il 30 marzo 1805, eludendo il blocco britannico, l'ammiraglio Villeneuve lasciò Tolone con una parte della flotta francese, e, dopo avere agganciato uno squadrone di navi spagnole alleate al largo delle coste iberiche, si diresse verso le Antille. Una volta in zona l'ammiraglio doveva ricongiungersi con una seconda squadra salpata da Brest e minacciare le locali colonie britanniche, al fine di attirarvi le navi della Royal Navy; fatto questo, la squadra franco-spagnola avrebbe riattraversato l'Atlantico, sgombrato la Manica e protetto l'attraversamento dell'armata francese. Villeneuve raggiunse la Martinica il 12 maggio, ma non vi trovò lo squadrone di Brest, rimasto bloccato dai britannici; informato dell'arrivo in zona della flotta dell'ammiraglio Nelson, Villeneuve salpò alla volta dell'Europa il 9 giugno, sempre inseguito dai britannici. Al suo rientro nelle acque europee il 21 luglio Villeneuve venne coinvolto in uno scontro violento ma non decisivo con uno squadrone britannico al largo di Capo Finisterre, e decise di ripiegare verso i porti spagnoli; contravvenendo alle istruzioni di Napoleone, l'ammiraglio si diresse a sud verso il porto di Cadice, dove rimase assediato dalla squadra di Nelson nel frattempo sopraggiunta.
L'imbottigliamento della flotta di Villeneuve comportò l'abbandono del piano di invasione delle isole britanniche, anche perché nuovi sviluppi stavano avendo luogo sul continente. L'instaurazione del regime imperiale aveva destato forti preoccupazioni nelle corti europee, timorose che ciò fosse il preludio a una nuova fase di espansione francese; i rapporti sempre tesi tra Francia e Austria peggiorarono decisamente dopo la decisione di Napoleone di incoronarsi sovrano del neo-costituito Regno d'Italia, mentre il nuovo zar russo Alessandro I mostrava un atteggiamento ostile nei confronti dell'imperatore. Dopo lunghe negoziazioni e grazie alla mediazione del primo ministro britannico William Pitt, nell'aprile del 1805 Regno Unito, Austria, Russia e Regno di Napoli diedero vita alla terza coalizione antifrancese, e iniziarono ad ammassare le forze in vista dell'imminente conflitto.
Le ostilità vennero aperte dall'Austria: il 10 agosto 1805, un esercito austriaco sotto il generale Mack invase la Baviera, alleata dei francesi, e si attestò nei pressi di Ulma, in attesa dell'arrivo dei russi del generale Kutuzov in lenta avanzata da est; Napoleone reagì rapidamente a questa minaccia, e il 25 agosto i primi reparti francesi lasciarono Boulogne alla volta della Germania meridionale. L'esercito francese era stato profondamente riorganizzato durante il periodo di pace: invece di essere divise in più armate indipendenti come ai tempi della rivoluzione, le truppe francesi erano ora riunite in un'unica Grande Armée sotto il diretto controllo di Napoleone; unità operative fondamentali erano i Corpi d'armata, comandati da un maresciallo o da un generale superiore, e comprendenti tutte le armi (fanteria, cavalleria e artiglieria): ciascun corpo d'armata, la cui composizione non era mai fissa ma poteva mutare a seconda delle circostanze richieste, era una sorta di esercito in miniatura, capace di contenere da solo un avversario in attesa dell'arrivo di ulteriori forze. Marciando separatamente ma in maniera strettamente coordinata, i sette corpi d'armata francesi piombarono inaspettatamente sulle forze di Mack da nord, aggirarono il loro fianco destro e accerchiarono l'armata austriaca, obbligandola alla resa il 20 ottobre; in due settimane, senza mai doversi impegnare in battaglie di vaste proporzioni e perdendo solo 2 000 uomini, Napoleone aveva costretto alla resa la principale armata austriaca, prendendo quasi 60 000 prigionieri.

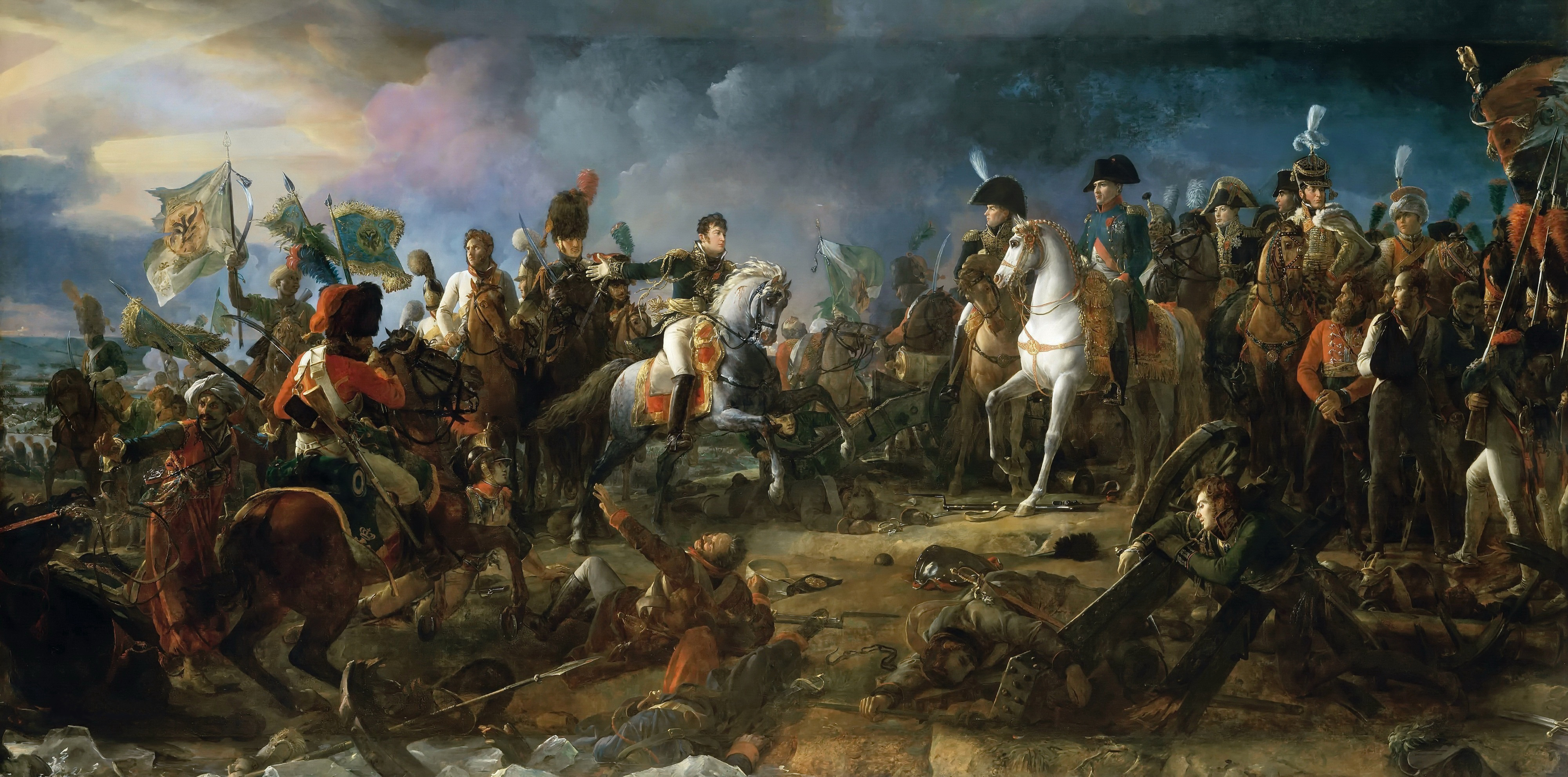
La battaglia di Austerlitz

Il successo di Ulma era stato netto, ma pochi giorni dopo la grande vittoria Napoleone ricevette pessime notizie provenienti dalla Spagna: il 21 ottobre, durante un maldestro tentativo di lasciare Cadice, Villeneuve era stato ingaggiato dalla flotta di Nelson e pesantemente sconfitto nella battaglia di Trafalgar; nonostante lo stesso Nelson fosse rimasto ucciso la flotta franco-spagnola era uscita semidistrutta dallo scontro, lasciando così la Royal Navy padrona dei mari ancora una volta. In aggiunta a ciò, l'armata di Kutuzov era riuscita a eludere l'inseguimento dei francesi e a ritirarsi in Boemia, dove si ricongiunse con ulteriori forze russe giunte in rinforzo; la Grande Armée fu così costretta a inoltrarsi nelle regioni interne dell'impero austriaco, distaccando numerose forze per proteggere le sue fragili linee di comunicazione. Il 2 dicembre 1805 i due eserciti si affrontarono nella battaglia di Austerlitz: nonostante l'inferiorità numerica, i francesi arrestarono gli attacchi degli austro-russi contro il loro fianco destro, quindi sfondarono al centro con un attacco di sorpresa e presero alle spalle l'ala sinistra nemica che venne quasi distrutta. L'armata dei coalizzati uscì duramente sconfitta dalla battaglia, con la perdita di 27 000 uomini tra morti e prigionieri, contro la perdita di 9 000 uomini in campo francese.
La battaglia di Austerlitz decise in pratica l'esito del conflitto: il 4 dicembre, stremata dalle sconfitte, l'Austria chiese e ottenne un armistizio, preludio alla firma del trattato di Pressburg il 26 dicembre seguente: gli austriaci lasciarono la coalizione, cedendo il Veneto al Regno d'Italia e il Tirolo alla Baviera.

### Guerra lampo contro la Prussia

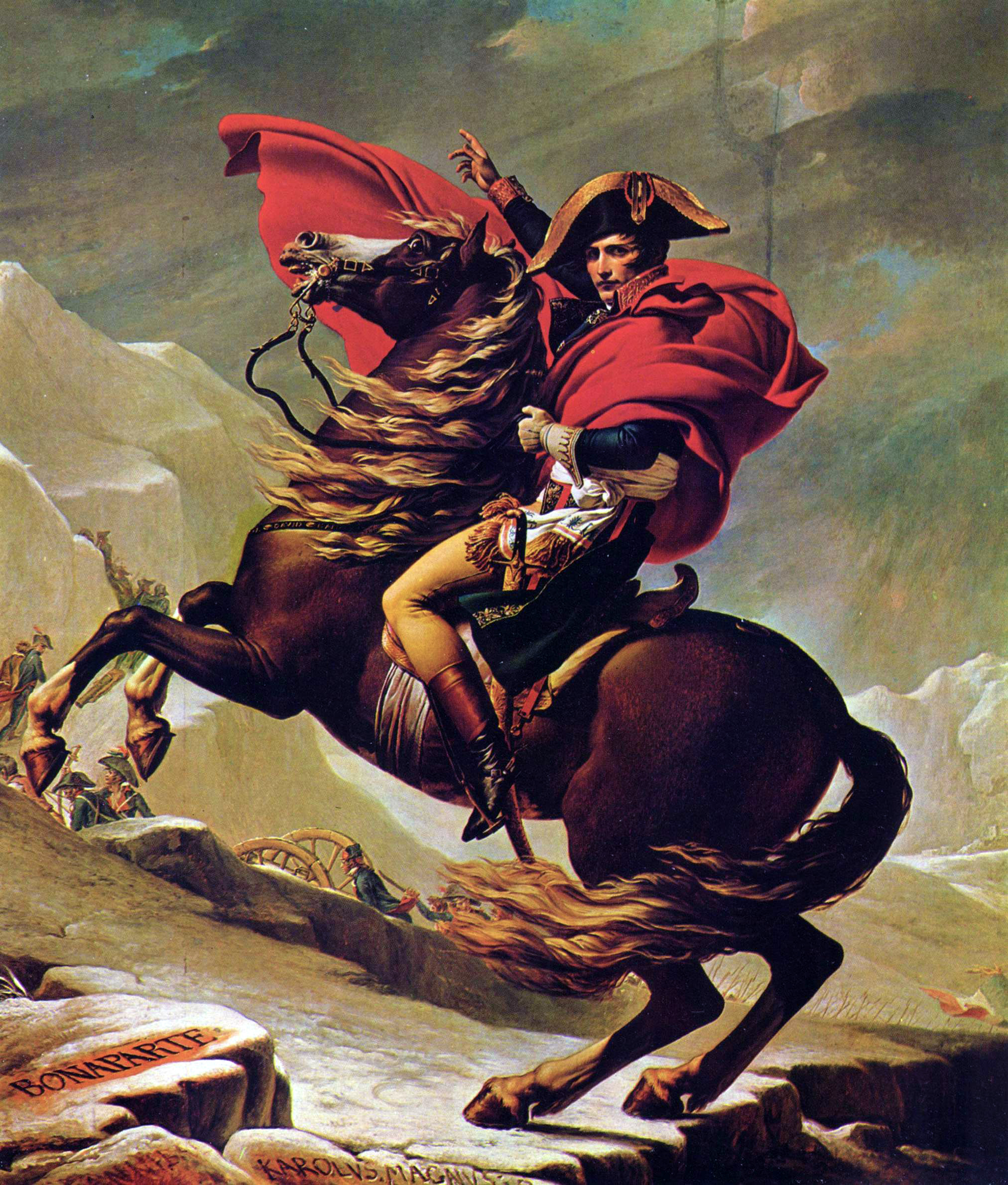
Napoleone Bonaparte

Napoleone confidava che il chiaro successo di Austerlitz potesse portare a un trattato di pace generale, ma le sue speranze rimasero ben presto deluse: il nuovo primo ministro britannico lord Grenville rifiutò ogni accordo, e lo stesso fece lo zar Alessandro. Con la Russia ancora in armi contro la Francia, la preoccupazione principale di Napoleone divenne quella di costituire un cordone sanitario per difendere i confini francesi; la sconfitta dell'Austria aveva provocato un vuoto di potere in Germania, vuoto che venne colmato dai francesi: il 12 luglio 1806 venne costituita la Confederazione del Reno, riunendo sotto un unico organismo strettamente controllato dalla Francia tutte le nazioni tedesche più importanti. Con il fratello Luigi Bonaparte saldamente insediato sul trono dei Paesi Bassi e il figliastro Eugenio di Beauharnais su quello d'Italia, i confini della Francia erano ora protetti contro un attacco russo da est.
L'accresciuta egemonia della Francia sulla Germania aveva provocato forti proteste in Prussia: la nazione aveva ricevuto come compensazione il territorio dell'Hannover, strappato dai francesi al Regno Unito, ma ciò nonostante numerosi esponenti della classe militare prussiana si dicevano pronti a un confronto con la Francia per il controllo degli stati tedeschi. Il re Federico Guglielmo III di Prussia, come d'altronde il comandante dell'esercito Carlo Guglielmo duca di Brunswick, propendeva per la neutralità, ma il "partito della guerra" raccoglieva sempre più consensi presso la corte e l'opinione pubblica del paese. Il 7 agosto 1806 il re prese quindi la decisione di entrare in guerra contro la Francia: un trattato di alleanza venne rapidamente stipulato tra Prussia, Regno Unito, Russia e Svezia, dando così vita alla quarta coalizione; il 10 agosto l'esercito prussiano venne mobilitato ed entro la fine del mese la Prussia invase il confinante Elettorato di Sassonia, al fine di tenerlo fuori dalla Confederazione del Reno e obbligarlo a entrare nella coalizione anti-francese.
Inizialmente Napoleone era riluttante a impegnarsi in guerra contro la Prussia, in quanto credeva che i titubanti prussiani non avrebbero mai commesso la "follia" di attaccarlo senza un massiccio supporto dei russi; solo il 6 settembre le riserve francesi vennero richiamate, mentre le truppe acquartierate in Germania vennero messe in stato d'allerta il 10 settembre. Per il 15 settembre Napoleone aveva preso la decisione definitiva: davanti alla conferma dell'invasione prussiana della Sassonia, l'imperatore dispose il concentramento della sua armata per l'imminente campagna. Nell'arco di 48 ore, l'imperatore dettò non meno di 120 ordini separati, facendo affluire i diversi corpi della Grande Armée dalla Francia e dalla Germania meridionale verso la zona compresa tra Würzburg e Amberg, ai confini della Sassonia; per il 5 ottobre 180 000 soldati francesi erano pronti a muovere. Il 2 ottobre Napoleone arrivò al quartier generale di Würzburg, dove il 7 ricevette un ultimatum prussiano con cui gli veniva ingiunto di ritirare le sue truppe dalla Germania; per tutta risposta l'8 ottobre l'esercito francese entrò in Sassonia.

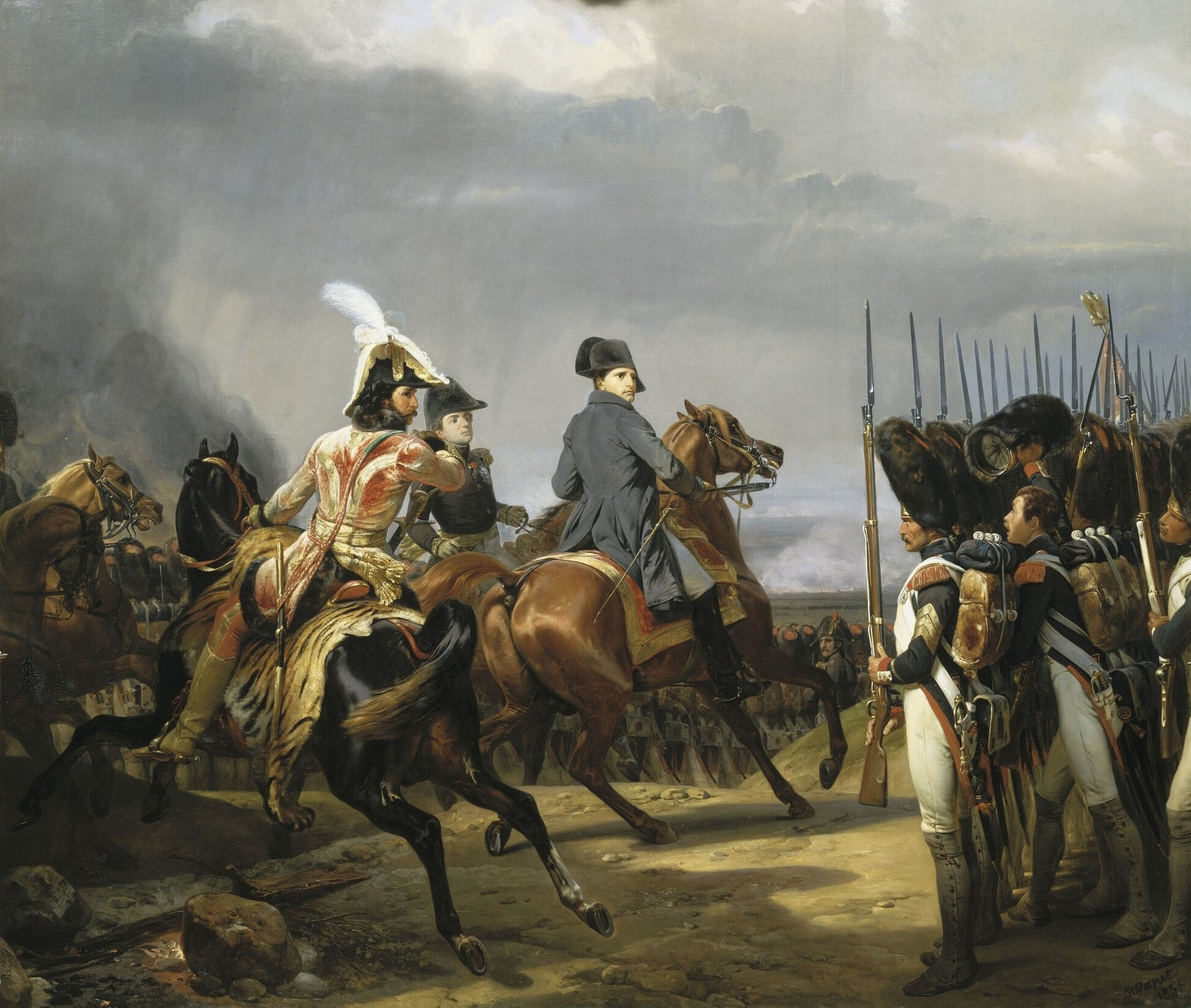
Napoleone passa in rivista la Guardia imperiale durante la battaglia di Jena

 Nonostante avesse un mese di vantaggio sulla preparazione militare rispetto ai francesi, l'alto comando prussiano non aveva un piano di battaglia definito: i rapporti tra gli ufficiali superiori erano minati da ambizioni e rivalità personali, mentre la mancanza anche di un embrione di stato maggiore non faceva che aggravare la già caotica situazione. Al contrario Napoleone aveva pronto un piano per la campagna già per la fine di settembre: divisa in tre colonne, la Grande Armée avrebbe aggirato il fianco destro del nemico marciando attraverso la catena di colline del Thüringer Wald, incuneandosi tra i prussiani e l'esercito russo in lenta avanzata da est; anche se non aveva una precisa idea della disposizione delle truppe prussiane, Napoleone contava di battere le truppe del duca di Brunswick in una battaglia decisiva a sud dell'Elba, prima di marciare direttamente su Berlino. Le truppe francesi si misero in marcia la mattina dell'8 ottobre, e in appena 72 ore si portarono saldamente oltre il Thüringer Wald; il duca di Brunswick reagì a questa manovra cercando di concentrare le disperse truppe prussiane tramite un ripiegamento dietro il fiume Saale in direzione di Erfurt.
Dopo avere continuato a marciare verso nord tra il 12 e il 13 ottobre Napoleone, informato del ripiegamento verso la Saale dei prussiani, fece compiere all'intero esercito una conversione di 90° verso ovest, manovra difficile che riuscì perfettamente. L'imperatore era ora convinto che il grosso dell'esercito prussiano si trovasse a nord di Erfurt presso Jena, e si preparò al combattimento per il giorno seguente; al maresciallo Davout, comandante del III Corpo che, per effetto della conversione di 90°, si trovava ora all'ala destra dell'armata, venne ordinato di muovere in direzione di Naumburg, a nord di Jena, per tagliare la via di ritirata ai prussiani. In realtà le truppe avvistate a Jena erano la retroguardia dell'esercito prussiano, capitanata dal principe Hohenlohe; il grosso delle forze prussiane si trovava più a nord, presso Auerstädt, proprio sulla linea d'avanzata del III Corpo di Davout.
La mattina del 14 ottobre 1806 i novantamila francesi di Napoleone affrontarono i cinquantamila prussiani e sassoni di Hohenlohe e, dopo dieci ore di lotta serrata, inflissero loro una dura sconfitta nella battaglia di Jena; la carica finale della cavalleria francese del maresciallo Murat trasformò la ritirata prussiana in una rotta. Il successo di Napoleone era stato netto, ma fatti altrettanto importanti erano avvenuti quello stesso giorno otto miglia più a nord, ad Auerstädt. Lì i 33 000 uomini di Davout affrontarono i 63 000 uomini dell'armata principale prussiana del duca di Brunswick; dopo avere respinto diversi pesanti assalti i francesi passarono al contrattacco, ricacciando indietro i prussiani e infiggendo loro numerose perdite, tra cui lo stesso duca di Brunswick, mortalmente ferito alla testa. Proprio la perdita del comandante fece sì che la ritirata prussiana non si svolgesse con ordine, e i resti dell'esercito si frammentarono in vari distaccamenti. La doppia sconfitta a Jena e Auerstädt era costata gravi perdite alle forze prussiane, ma lo spietato inseguimento messo in atto dai francesi nelle tre settimane seguenti portò al loro totale annientamento: il 16 ottobre Murat catturò 14 000 dispersi prussiani a Erfurt, il 17 ottobre la riserva del duca di Württemberg, l'unica formazione prussiana rimasta intatta, venne sconfitta dal maresciallo Bernadotte a Halle, e il 28 ottobre Hohenlohe si arrese con i resti dell'armata principale a Prenzlau.
Dopo avere reso omaggio alla tomba di Federico II il Grande a Potsdam Napoleone fece il suo ingresso a Berlino il 27 ottobre, alla testa del III Corpo del maresciallo Davout; con la resa del generale Blücher a Lubecca il 7 novembre, e del generale von Kleist a Magdeburgo il 10 novembre, l'annientamento dell'esercito prussiano poteva dirsi completo: a parte le guarnigioni delle fortezze della Slesia, ben presto tagliate fuori e assediate dai francesi, le uniche forze prussiane superstiti erano i 15 000 uomini del generale L'Estocq, dislocati in Prussia Orientale e non ancora impiegati in combattimento. In 33 giorni, con una sorta di "guerra lampo" ante litteram, la Grande Armée aveva vinto due battaglie decisive, ucciso o ferito 20 000 prussiani, fatto 140 000 prigionieri e conquistato i quattro quinti della Prussia.

### La campagna polacca

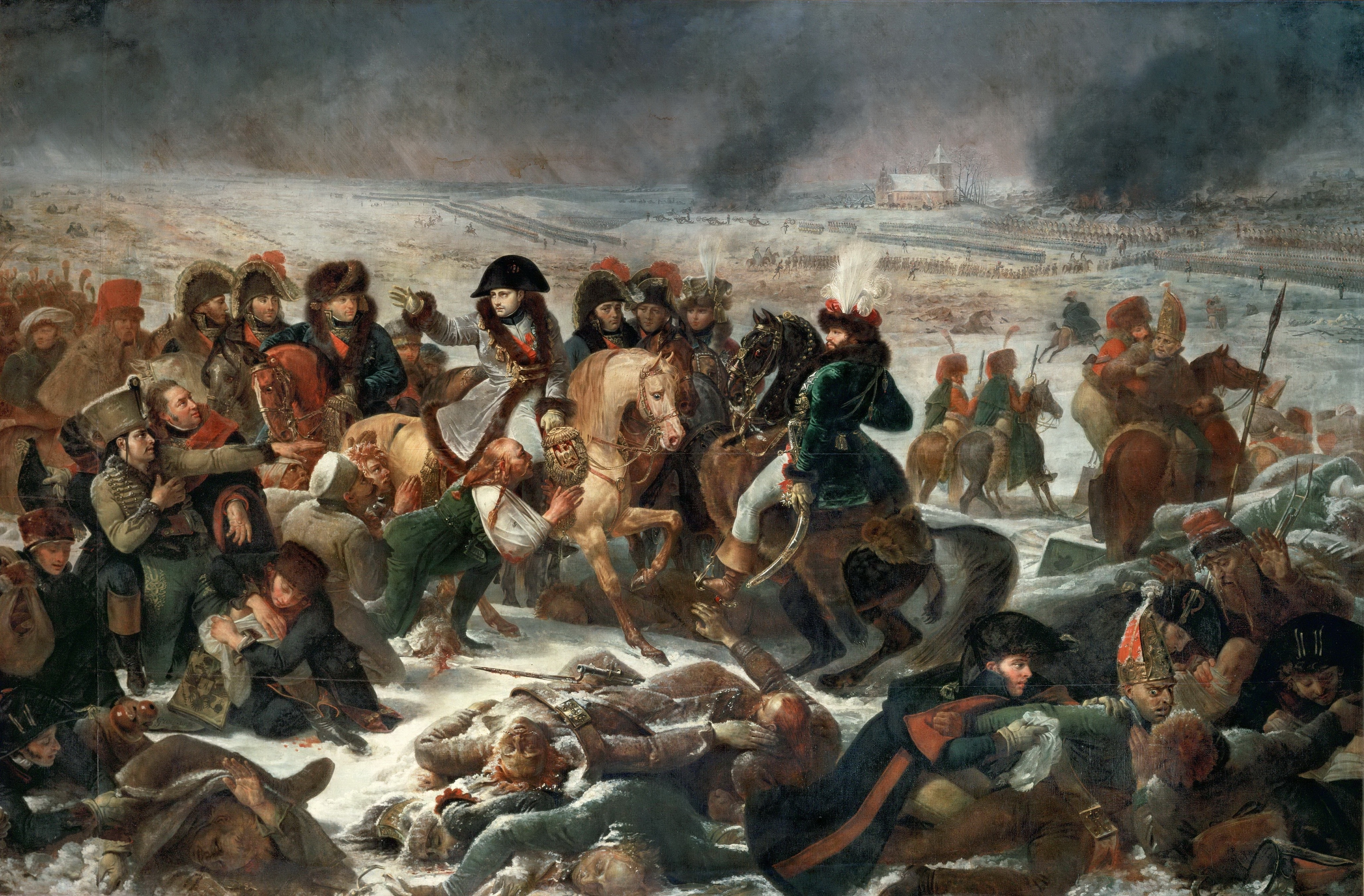
La battaglia di Eylau in un quadro del 1807

Sebbene nettamente vittorioso sul campo di battaglia Napoleone non riuscì a ottenere la cessazione delle ostilità: Federico Guglielmo, rifugiatosi con la corte a Königsberg, rifiutò qualsiasi accordo di pace, l'esercito russo costituiva ancora una minaccia concreta alle recenti conquiste francesi, e il Regno Unito continuava a fornire appoggio finanziario a chiunque fosse disposto a contrastare i disegni espansionistici della Francia. Proprio per provocare un crollo dell'economia britannica, il 21 novembre Napoleone dispose da Berlino la costituzione del sistema denominato "Blocco continentale": alle navi britanniche (o neutrali ma provenienti da porti britannici) era fatto divieto di attraccare nei porti europei, pena la confisca del carico; nelle intenzioni di Napoleone, il sistema del blocco avrebbe impedito gli scambi commerciali del Regno Unito, provocando così un drammatico crollo della sua economia.
La preoccupazione principale per Napoleone nel novembre del 1806 rimaneva però quella di annientare l'esercito russo schierato in Polonia, al fine di pervenire a un accordo di pace vantaggioso con lo zar; nonostante l'inverno fosse ormai cominciato, Napoleone decise di spingersi in profondità nelle pianure polacche, onde guadagnare un vantaggio strategico sui russi e sperando di batterli con una nuova campagna lampo. La decisione di intraprendere una campagna invernale provocò infiniti disagi alle truppe francesi. Il consueto sistema con cui la Grande Armée veniva rifornita di viveri e vettovaglie consisteva in una combinazione di ricerca sul territorio (che spesso finiva per trasformarsi in un semplice saccheggio) e trasporto militare tramite carri; entrambi questi sistemi andarono in crisi durante la campagna polacca: il territorio era troppo povero perché potesse fornire viveri in abbondanza, mentre il sistema di trasporto tramite carri, che già prima non era mai stato molto efficiente, andò completamente in tilt a causa del pessimo stato delle strade. Fu proprio il loro fallimento nella campagna polacca a spingere Napoleone a intraprendere una vasta riforma dei servizi logistici della Grande Armée: il vecchio sistema, basato (come nella maggioranza degli eserciti europei) più che altro su appalti a civili, venne abolito e sostituito con una struttura completamente militarizzata, il Train des Equipages, parte integrante dell'esercito e responsabile in toto dei movimenti tramite carri.
La campagna polacca ebbe inizio nella seconda metà di novembre del 1806: dopo avere occupato senza combattere la capitale Varsavia il 28 novembre Napoleone spinse le sue truppe oltre la Vistola a caccia dell'armata russa del generale Levin Bennigsen; francesi e russi finirono per scontrarsi nelle battaglie di Pułtusk e di Golymin il 26 dicembre: le forze russe riuscirono a respingere gli attacchi dei francesi infliggendo loro gravi perdite, salvo poi decidere di ritirarsi al calare della notte. Il tentativo di Napoleone di annientare l'esercito russo con una rapida battaglia decisiva venne così sventato. Sul finire di dicembre, i francesi si disposero quindi nei quartieri invernali in attesa di riprendere la campagna con la bella stagione, ma Napoleone fu costretto a mobilitare ancora una volta il suo esercito verso la fine del gennaio 1807: non volendo rimanere inattivo per tutto l'inverno, Bennigsen aveva condotto un'incursione contro gli avamposti della Grande Armée, sperando di annientare qualche reparto rimasto isolato.
Napoleone cercò di accerchiare le truppe russe, ma Bennigsen si sottrasse alla trappola ripiegando verso nord; dopo alcune violente scaramucce, i due eserciti si affrontarono nella battaglia di Eylau, iniziata nel pomeriggio del 7 febbraio e conclusasi la sera dell'8. Combattuta nel bel mezzo di una tempesta di neve, la battaglia si concluse con un sanguinosissimo nulla di fatto: gli assalti francesi iniziali vennero respinti, e solo una disperata carica della cavalleria di Murat e della Guardia imperiale impedirono ai russi di sfondare il centro della Grande Armée; l'arrivo dei prussiani di L'Estocq equilibrò di nuovo la situazione, e al calare della notte Bennigsen si ritirò.

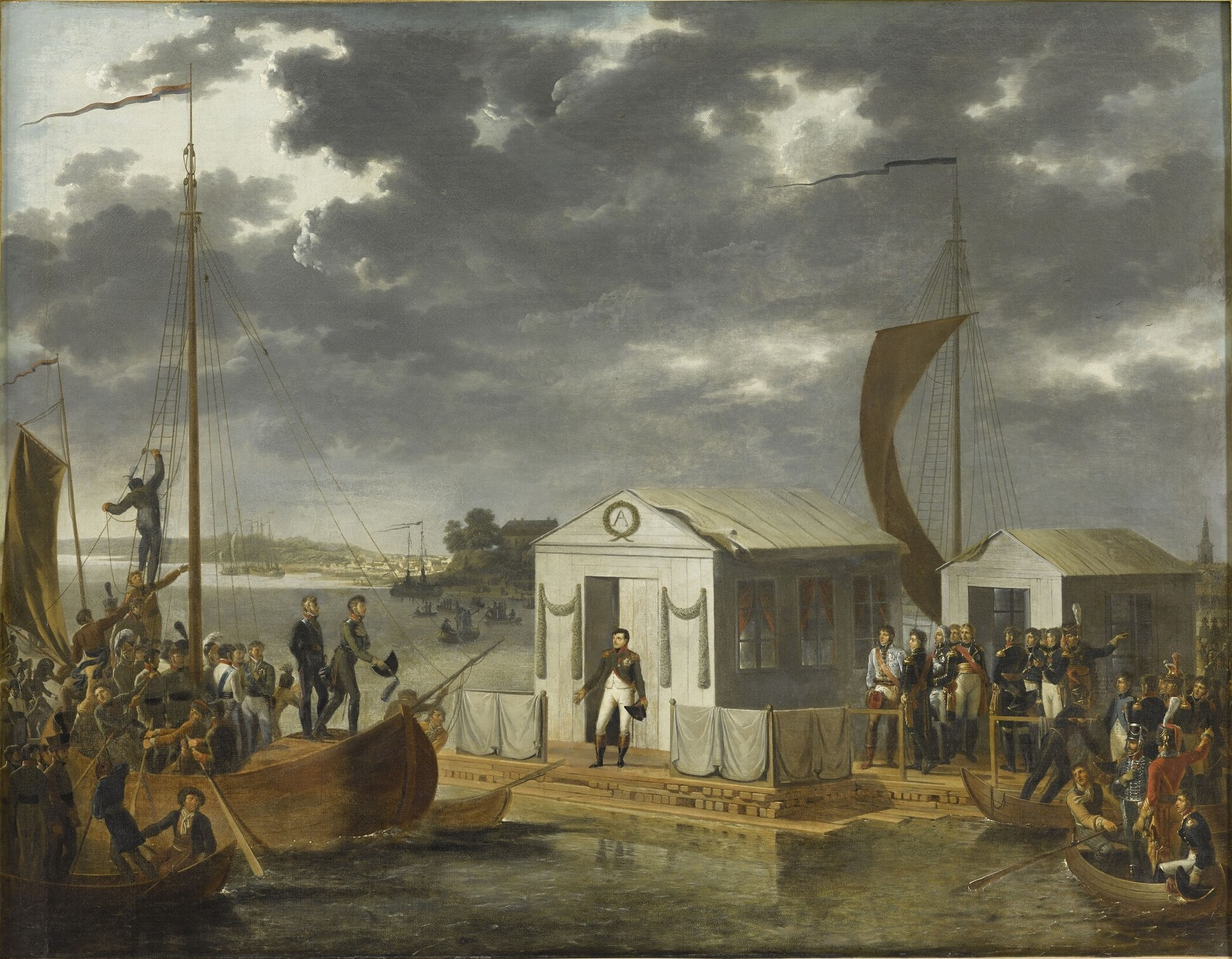
Napoleone accoglie lo zar Alessandro I di Russia a Tilsit

I due eserciti, spossati per il duro scontro, si ritirarono nei quartieri invernali, per poi riprendere le operazioni ai primi di giugno del 1807; Napoleone tentò di incunearsi tra L'Estocq a sinistra e Bennigsen a destra, al fine di isolare quest'ultimo dalla base di Königsberg. Francesi e russi tornarono ad affrontarsi il 10 giugno nella battaglia di Heilsberg, ma ancora una volta il sanguinoso scontro si risolse con un nulla di fatto. Napoleone continuò nella sua azione, e il 14 giugno Bennigsen commise un grave errore: nel tentativo di attaccare le isolate truppe del maresciallo Lannes, rimase intrappolato tra i francesi e il fiume Alle, subendo una dura sconfitta nella battaglia di Friedland. Con il suo esercito semidistrutto, Bennigsen non poté fare altro che ripiegare dietro il fiume Niemen; la sconfitta di Friedland aveva convinto lo zar a porre fine alla campagna, e il 21 giugno un armistizio preliminare venne concluso tra i due eserciti.
Il 25 giugno lo zar Alessandro I e Napoleone si incontrarono di persona a Tilsit per discutere della pace, con il re Federico Guglielmo III ridotto a un ruolo marginale; il trattato di Tilsit firmato il 7 luglio 1807 pose termine alla guerra della quarta coalizione: in cambio dell'adesione al sistema del blocco continentale e della dichiarazione di guerra al Regno Unito, la Russia vide riconosciute le sue pretese egemoniche su Svezia e Impero ottomano; di fatto il trattato di Tilsit definì una sfera d'influenza occidentale controllata dalla Francia, e una sfera d'influenza orientale sotto la Russia. Il trattato di pace tra Prussia e Francia, firmato sempre a Tilsit il 9 luglio, fu molto più severo: i prussiani dovettero cedere tutti i loro possedimenti a ovest del fiume Elba (incorporati in maggior parte dal Regno di Vestfalia, Stato fantoccio della Francia) e in Polonia (con cui venne creato un Ducato di Varsavia alleato dei francesi), oltre a consegnare Białystok alla Russia; la Prussia venne inoltre costretta ad aderire al blocco continentale, a pagare una pesante indennità di guerra, e a ridurre considerevolmente l'ammontare delle sue forze armate, venendo così ridotta all'impotenza per diversi anni.

### Laguerrillaspagnola

3 maggio 1808, quadro simbolo della repressione francese in Spagna dipinto da Francisco Goya

Con l'Europa continentale ormai assoggettata alla Francia Napoleone tornò a dedicare la sua attenzione al confronto con il Regno Unito. In particolare il sistema del blocco continentale, su cui l'imperatore molto aveva puntato, non stava dando i suoi frutti: il divieto di commerciare con i britannici non era applicato con severità, il contrabbando era molto diffuso anche nella stessa Francia, e diversi Stati europei si rifiutavano di adottare le disposizioni sancite con i decreti di Berlino. In aggiunta a ciò, il contro-blocco messo in atto come ritorsione dai britannici aveva provocato una grave penuria di materie prime in Europa, vista l'indiscussa superiorità della Royal Navy sulla marina francese; tale superiorità era stata ulteriormente rafforzata dopo la cattura della flotta danese al termine della seconda battaglia di Copenaghen (5 settembre 1807). Con in mente l'obiettivo di rafforzare il sistema del blocco, sul finire del 1807 Napoleone concentrò la sua attenzione sul Portogallo: storico alleato del Regno Unito, il paese cercava di mantenere una precaria neutralità nel conflitto in corso, ma si era rifiutato di applicare le disposizioni del blocco continentale. Il 18 ottobre 1807, solo quattordici settimane dopo la battaglia di Friedland, un'armata francese agli ordini del generale Jean-Andoche Junot entrò in Spagna, già da tempo alleata della Francia, dirigendosi verso la frontiera portoghese; il 30 novembre seguente i francesi, ostacolati più che altro dal terreno impervio e dal clima avverso, presero Lisbona, mentre il re Giovanni VI fuggiva alla volta della colonia del Brasile. Junot fu nominato governatore, e il paese venne assoggettato a un duro regime di occupazione militare: l'esercito venne sciolto, le proprietà della famiglia reale portoghese confiscate, e un pesante tributo imposto alla popolazione civile; truppe spagnole si aggiunsero alla forza d'occupazione francese, in vista della spartizione del Portogallo tra queste due nazioni.
Con la scusa di fornire appoggio a Junot un secondo esercito francese sotto il comando del maresciallo Murat venne stanziato in Spagna, andando ben presto a occupare le località chiave della nazione, compresa la capitale Madrid. Il paese si trovava in una situazione di profonda instabilità, dilaniato dalla lotta per il potere tra il re Carlo IV e il figlio, il futuro Ferdinando VII; approfittando della situazione, Napoleone obbligò i due sovrani ad abdicare il 6 maggio 1808 nei suoi confronti, e il 6 giugno seguente consegnò la corona di Spagna al fratello Giuseppe Bonaparte. Le prepotenze e le sopraffazioni da parte dei francesi avevano già provocato una grande sommossa a Madrid il 2 maggio, duramente repressa da Murat con cariche di cavalleria nelle strade e massiccio ricorso alla fucilazione di prigionieri; alla notizia dell'incoronazione di Giuseppe come nuovo re di Spagna, percepita come imposizione di un monarca straniero, tutta la nazione insorse contro i francesi, subito imitata anche dai portoghesi. Le truppe francesi si trovarono a sperimentare un nuovo tipo di guerra: se l'esercito regolare spagnolo era debole e disorganizzato, in tutte le regioni della Spagna e del Portogallo si svilupparono rapidamente bande di irregolari che adottavano contro gli occupanti tattiche di guerriglia. Impreparati a gestire un simile movimento di massa, i francesi reagirono adottando una tattica del terrore, radendo al suolo i villaggi sospettati di appoggiare i guerriglieri e condannando a morte qualsiasi irregolare catturato; inevitabilmente, anche i guerriglieri adottarono crudeli ritorsioni contro i reparti francesi isolati, e la guerra assunse ben presto un grado di barbarie ben superiore alla media dell'epoca.

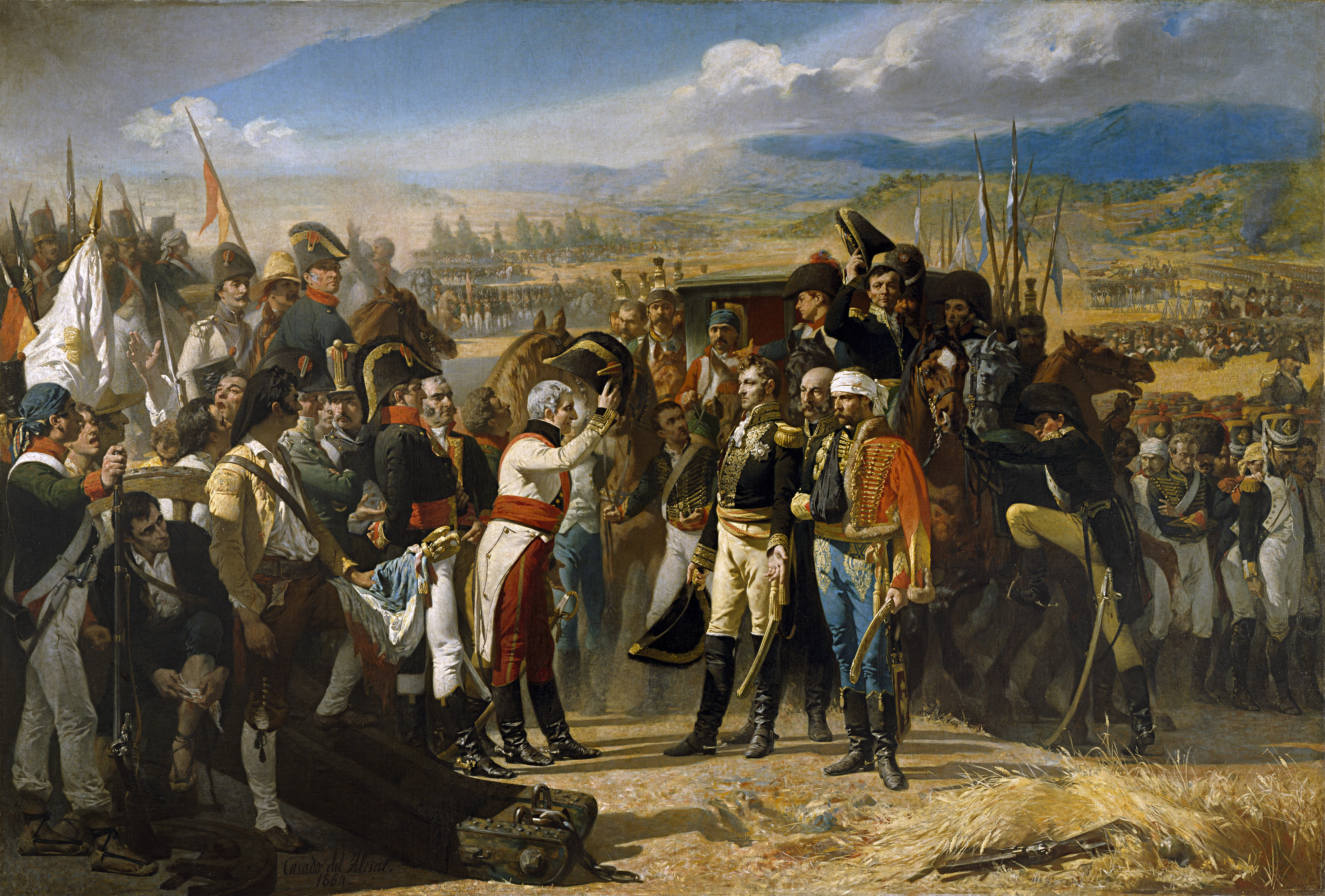
Il generale Castaños (in bianco) accetta la resa dei francesi al termine della battaglia di Bailén

Con l'intera penisola iberica ormai in preda alla guerra consistenti rinforzi francesi vennero inviati nella regione, ma il 23 luglio 1808 gli spagnoli ottennero un inaspettato successo nella battaglia di Bailén, obbligando alla resa l'armata del generale Dupont; la sconfitta fu un colpo durissimo per i francesi: dalla proclamazione dell'Impero, non era mai accaduto che un'armata francese venisse obbligata alla resa. Profondamente demoralizzato, il re Giuseppe abbandonò Madrid ripiegando con tutte le truppe oltre la linea del fiume Ebro. La situazione per la Francia si aggravò nell'agosto seguente, quando un esercito britannico agli ordini del generale Arthur Wellesley sbarcò a Figueira da Foz per portare aiuto ai portoghesi; il 21 agosto 1808 la piccola forza di Wellesley inflisse una pesante sconfitta ai francesi di Junot nella battaglia di Vimeiro, obbligandoli a lasciare il Portogallo.
Con le sconfitte che andavano accumulandosi Napoleone decise di intervenire di persona nel conflitto iberico, e ai primi di novembre un grosso contingente della Grande Armée attraversò i Pirenei sotto la guida dello stesso imperatore. Caduta la monarchia, la Spagna era priva di un governo centrale, e i vari governi locali (le Juntas) non riuscivano a coordinare i loro sforzi; sfruttando le divisioni in campo nemico, i francesi batterono rapidamente le varie armate spagnole, e il 4 dicembre Napoleone fece il suo ingresso a Madrid, reinsediando sul trono il fratello Giuseppe. Un esercito britannico sotto il generale John Moore, accorso dal Portogallo per portare aiuto agli spagnoli, venne costretto a intraprendere una difficile ritirata attraverso le montagne spagnole coperte di neve; nonostante le gravi perdite, i britannici riuscirono a raggiungere il porto di La Coruña e a reimbarcarsi alla volta della Gran Bretagna, anche se lo stesso Moore rimase ucciso nella battaglia di La Coruña il 16 gennaio 1809. Con la situazione ristabilita, Napoleone lasciò la Spagna per rientrare a Parigi il 23 gennaio 1809, lasciando la conduzione delle restanti operazioni militari nella penisola iberica ai suoi marescialli.

### Ancora contro l'Austria

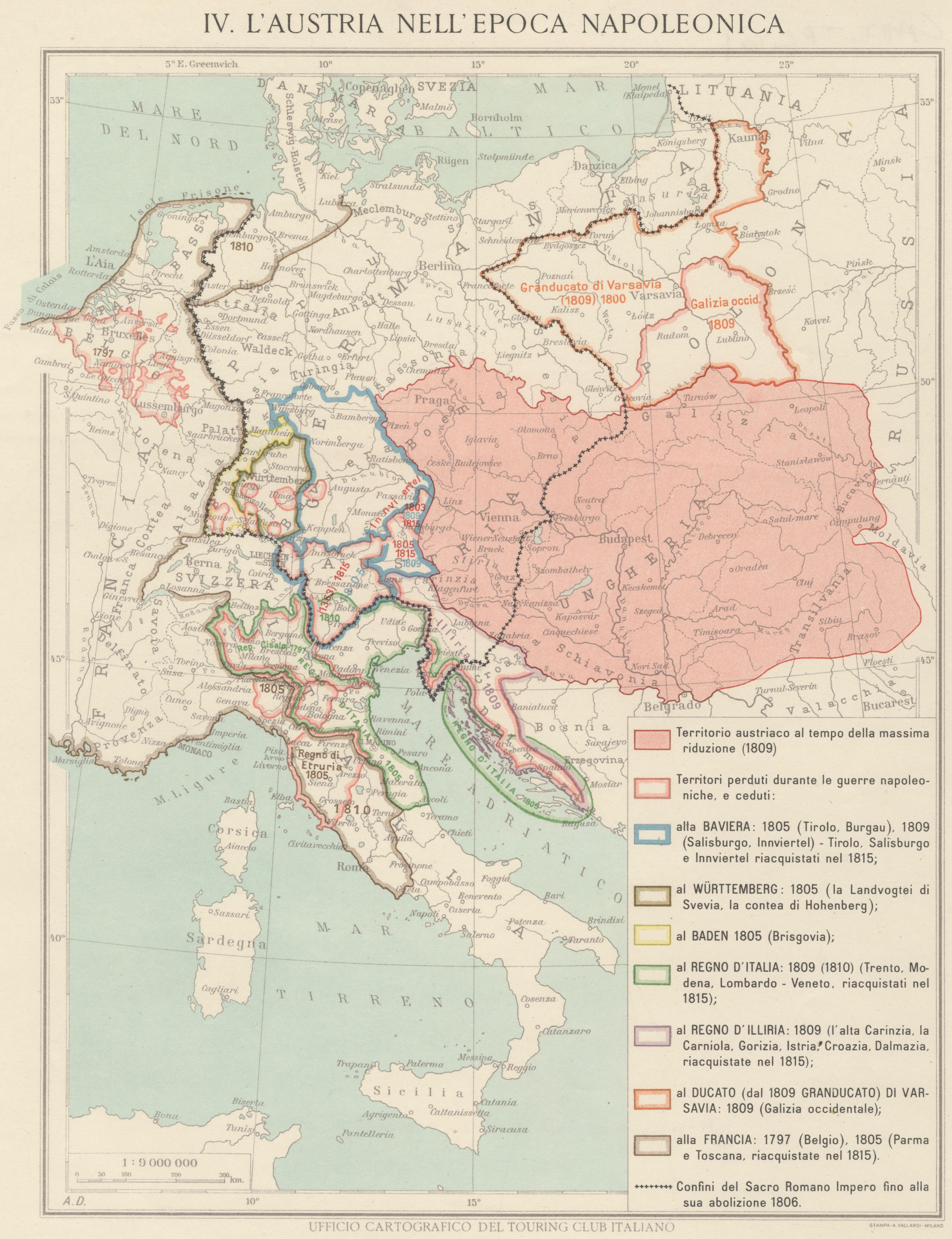
Mappa del territorio austriaco durante del guerre napoleoniche

Il rientro anticipato dell'imperatore dalla Spagna era stato richiesto dai recenti preparativi militari messi in atto dall'Austria: fin dalla sconfitta nel conflitto del 1805, l'impero asburgico aveva dedicato molte energie a ricostruire e modernizzare le sue forze armate, in attesa dell'opportunità favorevole per riguadagnare la posizione di potere in Europa strappatagli dalla Francia. Il momento propizio sembrò manifestarsi sul finire del 1808: le sconfitte di Bailén e Vimeiro avevano dimostrato che le armate francesi non erano invincibili, e con gran parte della Grande Armée inviata in Spagna l'Austria poteva sperare almeno in una parità numerica in caso di scontro in Germania; vi era inoltre la speranza che un intervento austriaco avrebbe provocato tra i tedeschi una insurrezione anti-francese sul modello spagnolo. Come per la Prussia nel 1806 la corte austriaca si trovò divisa tra i favorevoli al conflitto (guidati dall'imperatrice Maria Ludovica d'Asburgo-Este e dal ministro degli esteri von Stadion) e i contrari (tra cui si collocava il comandante in capo dell'esercito, l'arciduca Carlo d'Asburgo-Teschen, convinto che l'Austria non fosse ancora militarmente preparata a un confronto con la Francia); solo dopo lunghe esitazioni l'imperatore Francesco I decise per la guerra.

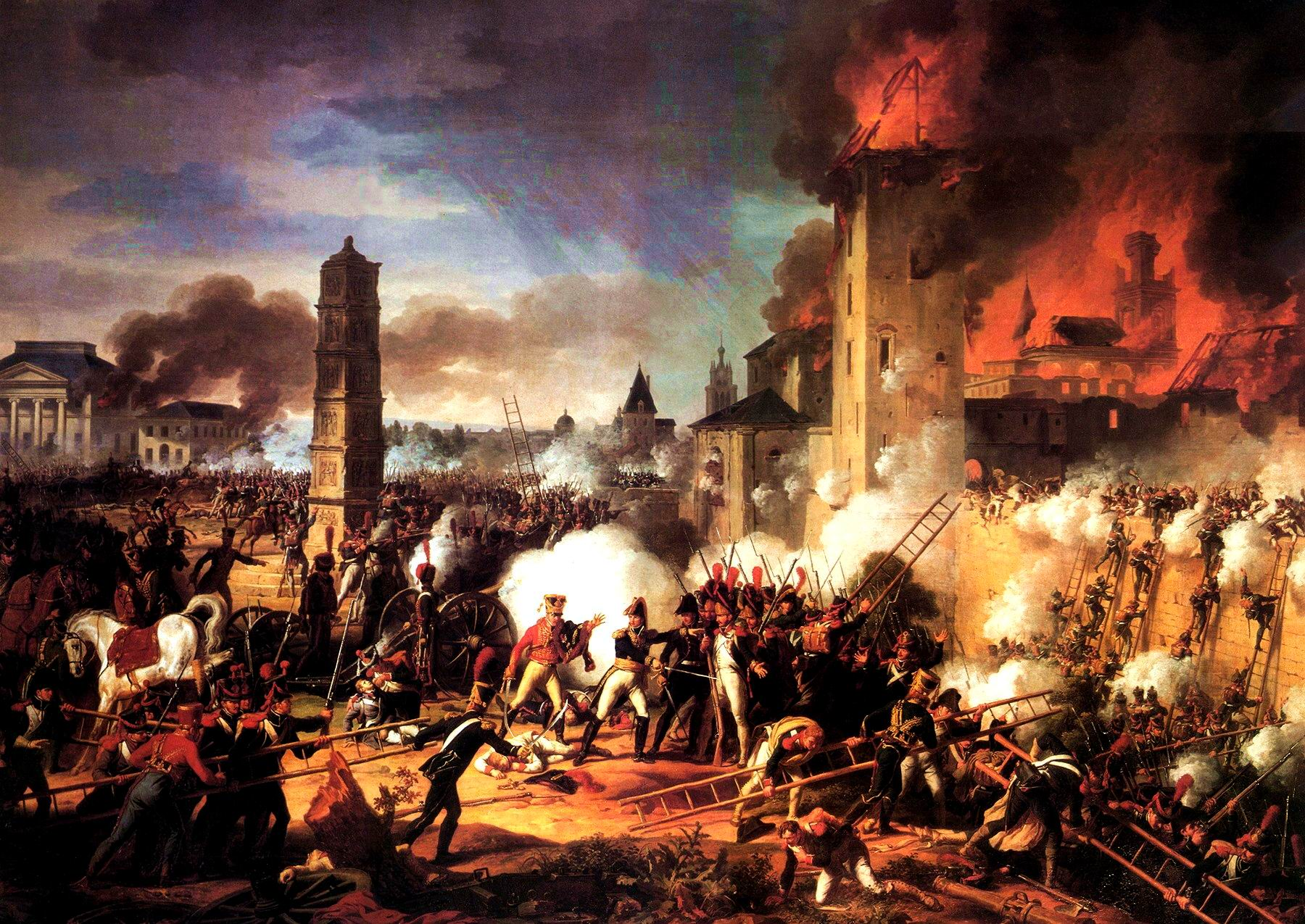
La presa di Ratisbona da parte dei francesi

Nel febbraio del 1809 Austria e Regno Unito siglarono il trattato di alleanza che diede vita alla quinta coalizione: i britannici promisero di inviare un contingente nella Germania settentrionale per distrarre truppe francesi dal teatro principale, mentre la Prussia si disse disponibile a inviare contingenti in appoggio ai coalizzati; più ambiguo era il ruolo della Russia, formalmente alleata dei francesi: era quasi certo tuttavia che non avrebbe assunto un ruolo attivo in caso di conflitto. Napoleone era stato informato dei preparativi bellici austriaci fin dal gennaio del 1809, ma aveva scelto di non recarsi personalmente in Germania per paura che la sua presenza spingesse i coalizzati ad agire immediatamente; Napoleone aveva invece bisogno di tutto il tempo che riusciva a ottenere per preparare le sue truppe al conflitto. La necessità di condurre una guerra su due fronti principali (in Germania e in Spagna) spinse l'imperatore a ordinare il richiamo anticipato di nuove classi di leva (rendendo così la coscrizione ancora più impopolare di quanto fosse stata prima), ma, soprattutto, ad affidarsi ancora di più alle truppe fornite dai suoi alleati: se prima di allora esse venivano usate principalmente per ruoli secondari o di presidio, per la campagna del 1809 vennero invece dispiegate in prima linea, all'interno di unità francesi o in propri corpi autonomi.

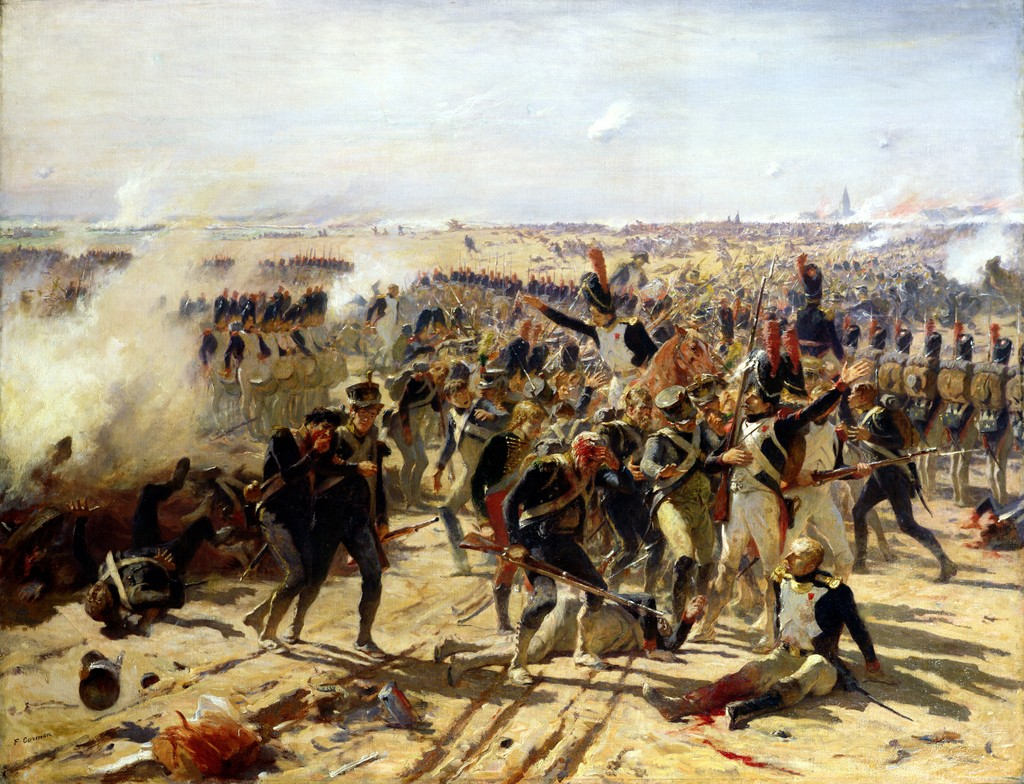
Scena della battaglia di Aspern-Essling che vide Bonaparte sconfitto nel tentativo di attraversare il Danubio

La guerra ebbe inizio il 10 aprile 1809, quando l'esercito austriaco dell'arciduca Carlo invase la Baviera, membro della Confederazione del Reno; forze austriache minori vennero inviate anche ad attaccare gli alleati francesi in Polonia e in Italia. Le forze francesi erano piuttosto sparpagliate, ma gli austriaci non riuscirono ad approfittare della situazione, rallentati dal clima avverso; il 17 aprile Napoleone arrivò sul teatro delle operazioni e si diede subito da fare per preparare la controffensiva. Dopo alcuni scontri preliminari i due eserciti si affrontarono il 22 aprile nella battaglia di Eckmühl: gli austriaci furono sconfitti, ma l'arciduca Carlo riuscì a organizzare un ripiegamento sulla riva settentrionale del Danubio, salvando il suo esercito dalla distruzione. Napoleone seguì quindi il corso del fiume fino a Vienna, che si arrese il 13 maggio dopo un breve bombardamento; l'esercito di Carlo si trovava a nord della città, sull'altra sponda del Danubio, e Napoleone lo attaccò il 21 maggio, dando inizio alla battaglia di Aspern-Essling: gli sforzi dei francesi furono gravemente ostacolati dal fatto che tutte le truppe e i rifornimenti dovevano transitare attraverso un unico ponte sul fiume. La battaglia in sé, terminata il pomeriggio del 22 maggio, si concluse con uno stallo, ma le forze francesi, a corto di rifornimenti, ripiegarono quella sera stessa oltre il fiume: l'arciduca Carlo era riuscito a infliggere a Napoleone la sua prima sconfitta in una battaglia campale.

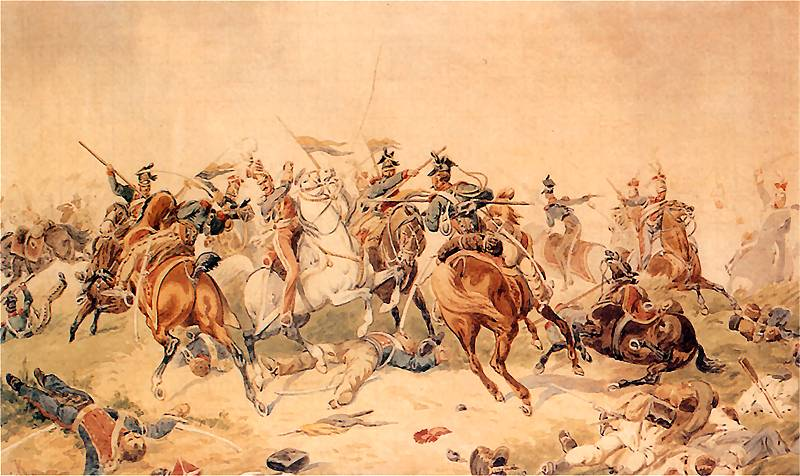
Cavalleria francese e austriaca si affrontano durante la battaglia di Wagram

Gli austriaci speravano che la sconfitta inducesse i francesi a stipulare un trattato di pace, ma il primo pensiero di Napoleone divenne quello di vendicare lo smacco; il 5 luglio, dopo una lunga preparazione, la Grande Armée attraversò di nuovo il Danubio, impegnando l'armata austriaca nella battaglia di Wagram: i francesi ottennero una vittoria netta e decisiva, ma ancora una volta Carlo riuscì a salvare la sua armata dall'annientamento. Un armistizio venne stipulato tra i due comandanti l'11 luglio, ma passarono diversi mesi prima di arrivare a un trattato di pace definitivo, principalmente perché gli austriaci confidavano in un intervento dei loro alleati; le loro speranze vennero ben presto deluse: la Prussia inviò solo poche migliaia di volontari, la Russia mantenne un atteggiamento ostile verso l'Austria, e l'attacco diversivo britannico si concretizzò in uno sbarco in Olanda ai primi di agosto, che si risolse in un nulla di fatto.
La pace di Schönbrunn venne infine firmata il 14 ottobre 1809: l'Austria perse diversi territori a vantaggio della Francia, della Baviera e del Ducato di Varsavia, venne costretta a pagare una pesante indennità di guerra, ad aderire al blocco continentale e a ridurre considerevolmente l'ammontare delle sue forze armate.
Intanto nella penisola iberica i combattimenti proseguivano. Un secondo corpo di spedizione britannico, di nuovo al comando di Wellesley, venne inviato in Portogallo nell'aprile del 1809; gli anglo-portoghesi controllavano Lisbona e il sud del paese, ma il nord era stato occupato dalle forze del maresciallo Soult, mentre un secondo esercito francese sotto il maresciallo Victor si stava avvicinando da est. Con una serie di abili manovre, Wellesley forzò la linea del Douro e inflisse una dura sconfitta a Soult nella seconda battaglia di Oporto il 12 maggio. Dopo avere cacciato per la seconda volta i francesi dal Portogallo Wellesley condusse l'armata anglo-portoghese verso est per portare aiuto all'esercito spagnolo del generale Cuesta, ripetutamente sconfitto dalle forze di Victor. I due eserciti si ricongiunsero il 21 luglio, per poi affrontare i francesi nella battaglia di Talavera il 28 luglio seguente: nonostante i difficili rapporti con gli alleati spagnoli, Wellesley riuscì a vincere la sanguinosa battaglia, seppur a caro prezzo; la notizia del successo fece molto scalpore in Gran Bretagna, e Wellesley venne premiato per il successo con la nomina a duca di Wellington.
Nonostante queste vittorie il 1809 si concluse disastrosamente per gli alleati: gli spagnoli subirono una devastante sconfitta il 19 novembre nella battaglia di Ocaña, la Spagna meridionale venne invasa dalle forze di Soult e il governo spagnolo venne costretto a rifugiarsi a Cadice, dove rimase assediato per i successivi due anni e mezzo; a causa di questi insuccessi il duca di Wellington venne costretto a riportare le sue forze oltre il confine portoghese. La campagna riprese sul finire di luglio del 1810, quando le forze del maresciallo Massena, dopo avere espugnato la fortezza di Ciudad Rodrigo al termine di un lungo assedio, invasero per la terza volta il Portogallo; Wellington si ritirò lentamente verso la zona di Lisbona, dove erano state realizzate imponenti opere fortificate. Massena raggiunse le linee fortificate davanti Lisbona il 14 ottobre, e per un mese cercò invano un varco attraverso cui passare; alla fine, esauriti i viveri, dovette intraprendere una ritirata in Spagna. La successiva vittoria di Wellington su Massena nella battaglia di Fuentes de Oñoro il 6 maggio 1811 allontanò definitivamente la minaccia francese dal Portogallo.

### Disastro in Russia

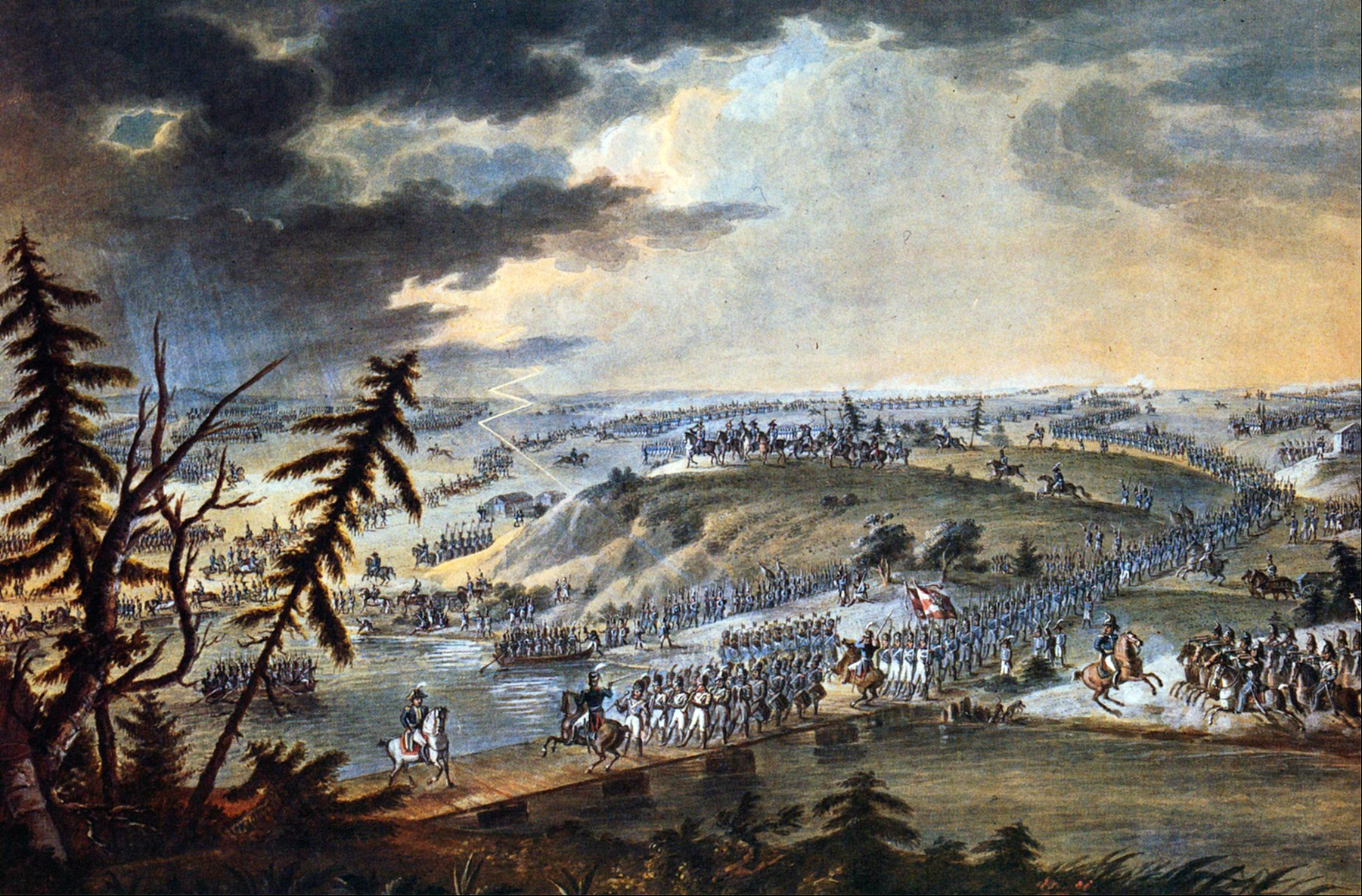
L'esercito francese attraversa il Niemen, dando inizio alla campagna di Russia

Sul finire del 1811 l'Impero francese aveva ormai raggiunto la sua massima espansione: la Francia stessa si era ingrandita annettendosi i Paesi Bassi, i paesi tedeschi affacciati sul Mare del Nord, le regioni italiane corrispondenti agli attuali Piemonte, Liguria, Toscana e Lazio, le province illiriche e la regione spagnola della Catalogna. Il resto dell'Europa continentale era in un modo o nell'altro assoggettato alla Francia: la Danimarca era alleata dei francesi fin dallo scoppio della guerra delle cannoniere con il Regno Unito, il Ducato di Varsavia, la Confederazione del Reno e la Repubblica Elvetica erano fantocci controllati dal governo di Parigi, il Regno d'Italia aveva come monarca lo stesso Napoleone, mentre il fratello Giuseppe e il maresciallo Murat governavano rispettivamente sulla Spagna e sul Regno di Napoli; perfino l'Impero austriaco e la Prussia erano stati costretti a stipulare trattati di alleanza con la Francia, mentre in Svezia si era da poco insediato come Principe ereditario l'ex maresciallo Bernadotte. All'infuori del Regno Unito e dei suoi traballanti alleati iberici, l'unica potenza europea rimasta a contrastare l'egemonia francese era rappresentata dall'Impero russo.
Dalla firma del trattato di Tilsit nel luglio del 1807 i rapporti tra i due imperi erano andati progressivamente deteriorandosi. Molte erano le questioni controverse, ma i principali motivi d'attrito erano rappresentati dall'applicazione da parte della Russia delle disposizioni del blocco continentale (che venivano spesso disattese, anche perché la loro introduzione aveva provocato una grave crisi economica nel paese) e dalle dispute sul Ducato di Varsavia (la cui esistenza era vista come una provocazione dai russi, da sempre interessati a una espansione nei territori polacchi); per la fine del 1811 Napoleone aveva ormai deciso di lanciare una spedizione militare contro la Russia. Entro maggio del 1812 le forze francesi e alleate vennero ammassate in Polonia in vista della nuova campagna: in totale, Napoleone poteva disporre grosso modo di 675 000 uomini, 500 000 dei quali entrarono prima o poi in territorio russo (il resto rimase di guarnigione in Polonia o in Germania); circa metà della fanteria e un terzo della cavalleria non era di origine francese: c'erano contingenti polacchi, tedeschi e svizzeri, italiani e napoletani, spagnoli e portoghesi, e perfino truppe prussiane e austriache. La dimensione stessa raggiunta dalla Grande Armée escludeva un controllo totale da parte dell'imperatore su di essa: Napoleone comandava solo il contingente principale, all'incirca 400 000 uomini, schierato al centro; il maresciallo Macdonald guidava un'armata franco-prussiana incaricata di proteggere l'ala sinistra del contingente principale, mentre l'ala destra era protetta dal Corpo Ausiliario austriaco del generale Schwarzenberg, con altre truppe francesi in appoggio.
La sera del 23 giugno 1812 l'avanguardia della colossale armata francese guadò il fiume Niemen, dando così inizio alla campagna di Russia; in confronto alla Grande Armée le forze messe in campo dai russi erano inizialmente esigue, sebbene in rapido aumento: contrapposta all'armata principale di Napoleone vi era l'armata del generale Barclay de Tolly, ministro della guerra e comandante in capo delle forze russe, forte di circa 130 000 uomini, con una seconda armata di 48 000 uomini sotto il generale Bagration in appoggio poco più a nord; in aggiunta a queste forze, l'ammiraglio Pavel Vasilievič Čičagov stava raccogliendo altri 100 000 uomini nell'Ucraina meridionale, mentre altre truppe erano in via di formazione tra Riga e San Pietroburgo sotto il generale Peter Wittgenstein. Vista la schiacciante inferiorità numerica Barclay de Tolly e Bagration iniziarono una lenta ritirata verso est, facendo terra bruciata dei territori attraversati; per almeno tre volte Napoleone cercò di aggirare una delle due armate russe per annientarla separatamente, ma tutte le volte i russi riuscirono a sottrarsi ripiegando verso est: a mano a mano che i francesi si spingevano in avanti all'inseguimento dei russi la loro situazione logistica peggiorava sempre di più, con numerosi soldati messi fuori combattimento dalle malattie e dalle marce massacranti.
La strategia messa in atto da Barclay de Tolly, seppure efficace, attirò sul generale molte critiche, ed egli si vide costretto a sospendere la ritirata per dare battaglia ai francesi; le due armate si affrontarono il 17 agosto nella battaglia di Smolensk: i francesi ottennero una vittoria, ma ancora una volta i russi si sottrassero all'annientamento con una veloce ritirata verso est. Con la stagione che iniziava a essere troppo avanzata per potere portare avanti la campagna Napoleone si vide davanti due linee d'azione: poteva trascorrere l'inverno a Smolensk, per riprendere i combattimenti con la bella stagione, ma ciò avrebbe obbligato l'imperatore a lasciare l'esercito e a rientrare a Parigi per occuparsi delle questioni di governo, dando ai russi l'opportunità di attaccare la Grande Armée mentre lui era assente; in alternativa poteva sfruttare gli ultimi giorni di bel tempo per portare avanti l'azione, marciando su Mosca e sperando che la caduta della città spingesse lo zar a chiedere la pace. Napoleone scelse questa seconda linea d'azione, anche se le truppe sotto il suo diretto comando cominciavano a diminuire: a causa delle perdite e della necessità di distaccare reparti per proteggere i territori conquistati, al momento della partenza da Smolensk il nucleo centrale della Grande Armée era ora ridotto a 156 000 uomini.

Napoleone durante la ritirata dalla Russia, dopo la disfatta della Grande Armata (1813)

Ormai sommerso dalle critiche dopo la sconfitta di Smolensk, Barclay de Tolly venne sollevato dal comando e rimpiazzato dall'anziano generale Kutuzov, molto più ben visto dagli ambienti militari. Kutuzov, le cui forze ammontavano ora a circa 120 000 uomini, avrebbe preferito proseguire nella tattica della ritirata davanti all'armata francese, ma venne convinto a opporre resistenza all'invasore davanti Mosca; tra il 5 e il 7 settembre le due armate si affrontarono nella battaglia di Borodino: lo scontro, sanguinosissimo, venne vinto dai francesi, ma Kutuzov riuscì a sganciare il suo esercito e a mantenerlo coeso. Il 15 settembre le forze francesi fecero il loro ingresso a Mosca, semideserta dopo la fuga di gran parte della popolazione; poco dopo l'ingresso dei francesi la città venne avvolta da numerosi incendi, che imperversarono fino al 20 settembre distruggendo almeno tre quarti dell'area urbana.
Le forze di Napoleone trascorsero un mese accampate nella zona di Mosca, mentre l'imperatore avviava contatti diplomatici con lo zar al fine di pervenire a un accordo; gli approvvigionamenti erano ormai un problema serio, con le bande di guerriglieri russi e di cosacchi intente ad attaccare i convogli di rifornimento e i reparti francesi isolati. Il 19 ottobre, con l'inverno ormai iniziato e i rifornimenti quasi esauriti, Napoleone condusse il suo esercito, ridotto a circa 95 000 uomini, fuori da Mosca verso i depositi approntati a Smolensk; inizialmente l'imperatore tentò di dirigere la sua armata su una strada più meridionale di quella presa all'andata, ma, dopo uno scontro con l'armata di Kutuzov a Maloyaroslavets il 24 ottobre, venne costretto a deviare sulla strada già percorsa, ormai devastata. Kutuzov decise di non ingaggiare più le forze francesi, ma di incalzarle mantenendo la sua armata tra di loro e le regioni meridionali della Russia, più ricche di rifornimenti; allo stesso tempo, mentre i cosacchi e i guerriglieri continuavano a logorare le forze francesi, le forze di Wittgenstein da nord e di Čičagov da sud dovevano convergere sulla via di ritirata del nemico, per stritolarlo tra le tre armate russe avanzanti. La fame, il freddo e le incursioni dei cosacchi scompaginavano sempre di più i reparti francesi; la situazione peggiorò ancora di più quando il 9 novembre l'armata raggiunse Smolensk, solo per scoprire che i magazzini erano già stati saccheggiati dalle truppe che l'avevano preceduta. Napoleone, incalzato dai russi, dovette proseguire verso ovest; tra il 26 e il 29 novembre l'armata francese riuscì a forzare lo sbarramento creato da Čičagov e Wittgenstein sul fiume Beresina, anche se al prezzo di gravissime perdite.
Il 6 dicembre, informato di un fallito tentativo di colpo di Stato messo in atto in patria dal generale Claude François de Malet, Napoleone lasciò l'armata al comando di Murat per rientrare precipitosamente a Parigi; tra l'11 e il 12 dicembre i resti della Grande Armée riattraversarono il Niemen, mettendo fine alla campagna. L'armata di Napoleone era stata quasi completamente annientata: le perdite francesi vennero stimate in circa 370 000 morti e 200 000 prigionieri, oltre alla perdita di mille cannoni e 200 000 cavalli; i russi ebbero circa 150 000 caduti in battaglia e un numero incalcolabile di feriti, mentre sono ignote le perdite tra i civili.

### Tutta l'Europa contro la Francia

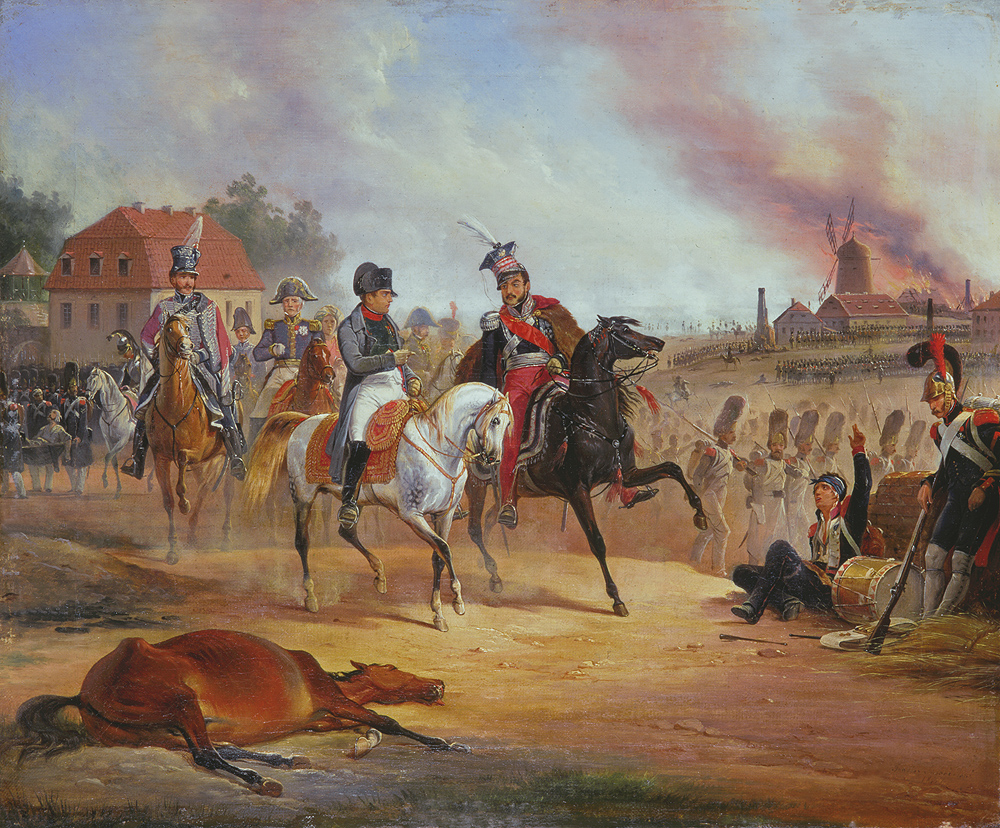
Napoleone alla battaglia di Lipsia (1813)

La disastrosa sconfitta dei francesi in Russia aveva provocato grandi tumulti in Germania, e rivolte anti-napoleoniche scoppiarono un po' ovunque nel paese; sull'onda dell'entusiasmo popolare alla fine del febbraio 1813 la Prussia ruppe la fragile alleanza con i francesi e si schierò con i russi. Pressata da Kutuzov in avanzata da est e dai prussiani in fase di mobilitazione da ovest, l'armata francese, ora guidata dal generale Eugenio di Beauharnais, non poté fare altro che abbandonare la Polonia, ritirandosi prima lungo la linea del fiume Oder, e poi sull'Elba. Nel frattempo Napoleone cercava disperatamente di ricostruire la sua armata; viste le pesanti perdite di uomini patite in Russia le nazioni alleate potevano fornire solo poche truppe, e l'imperatore venne quindi costretto a spremere al limite le risorse della Francia: furono richiamate truppe dalla Spagna, vennero integrati nelle forze regolari gli appartenenti alla Guardia nazionale francese, e la coscrizione fu estesa a nuove classi di leva. In questo modo Napoleone riuscì a mettere in campo 200 000 uomini per i primi di aprile del 1813, guadagnando così una leggera superiorità numerica sui russo-prussiani dei generali Blücher e Wittgenstein.
Sperando di coglierle impreparate i russo-prussiani lanciarono un attacco contro le forze francesi verso la metà di aprile, ma subirono una sconfitta nella battaglia di Lützen il 2 maggio; i francesi avevano subito gravi perdite, ma gli alleati persero una grande opportunità di infliggere a Napoleone una sconfitta decisiva. L'inseguimento dell'armata alleata da parte dei francesi si svolse lentamente, a causa della grave penuria di reparti di cavalleria; Napoleone tornò a ingaggiare gli alleati nella battaglia di Bautzen, combattuta tra il 20 e il 21 maggio: ancora una volta i francesi ottennero una vittoria, ma i russo-prussiani riuscirono a salvare la loro armata e a ripiegare con ordine in Slesia. Entrambe le parti erano esauste, e su suggerimento di Napoleone i due contendenti sottoscrissero un armistizio provvisorio il 4 giugno, poi progressivamente esteso fino alla metà di agosto.
Entrambi i contendenti impiegarono il periodo di tregua per preparare le proprie armate alla ripresa delle ostilità, essendo chiaro che nessuno dei due sarebbe stato disposto a una pace di compromesso; una proposta di accordo presentata dall'Austria venne seccamente respinta da Napoleone. Durante questo periodo i russo-prussiani misero a segno un importante colpo, convincendo Austria e Svezia a unirsi all'alleanza; con l'aggiunta del Regno Unito, nel luglio del 1813 venne così formata la sesta coalizione antifrancese. Alla ripresa delle ostilità, il 16 agosto 1813, i coalizzati potevano mettere in campo tre grosse armate: 230 000 austriaci sotto il generale Schwarzenberg muovevano dalla Boemia verso nord, 95 000 russi e prussiani sotto il generale Blücher si trovavano in Slesia, mentre 110 000 russi, prussiani e svedesi erano dislocati tra il Brandeburgo e la Pomerania sotto il comando del Principe ereditario di Svezia (l'ex maresciallo francese Bernadotte); una quarta armata di 60 000 russi era in via di formazione in Polonia sotto il generale Bennigsen. Contro di loro Napoleone poteva opporre circa 400 000 uomini: 250 000 erano in Sassonia sotto il comando dello stesso imperatore, 120 000 erano nell'armata del maresciallo Oudinot (poi sostituito dal maresciallo Ney) incaricata di marciare su Berlino, mentre altri 30 000 erano dislocati sotto il maresciallo Davout presso Amburgo, incaricati di difendere il corso superiore dell'Elba.
Napoleone cercò di attuare la sua vecchia tattica, consistente nel battere a una a una le armate nemiche prima che avessero l'opportunità di riunirsi, ma gli alleati risposero con una strategia semplice quanto efficace: ogniqualvolta l'armata principale francese si avvicinava a una delle armate alleate, questa si ritirava immediatamente, mentre le altre due continuavano ad avanzare. L'imperatore venne costretto a delegare sempre di più le funzioni di comando ai vari marescialli, ma essi si dimostrarono inferiori ai loro corrispettivi alleati: il sistema di comando francese, incentrato sulla figura di Napoleone, si rivelò troppo rigido per fare fronte a un conflitto su così larga scala. Nonostante una prima vittoria su Schwarzenberg nella battaglia di Dresda tra il 26 e il 27 agosto Napoleone non riuscì a distruggere nessuna delle armate alleate, mentre due diversi tentativi di prendere Berlino vennero respinti dai prussiani. Con le sconfitte che si andavano accumulando, Napoleone venne costretto a retrocedere a ovest dell'Elba, per poi essere messo con le spalle al muro a Lipsia dalle tre armate alleate riunite: la successiva battaglia di Lipsia, combattuta dal 16 al 19 ottobre, fu la più grande delle guerre napoleoniche, coinvolgendo all'incirca mezzo milione di uomini provenienti da quasi tutte le più importanti nazioni europee, fatto che le conferì l'appellativo di Battaglia delle Nazioni; lo scontro in sé rimase in bilico fino all'ultimo, ma il tentativo francese di ritirarsi oltre il fiume Elster trasformò la sconfitta in un disastro, e l'armata di Napoleone uscì semidistrutta dalla battaglia. Viste le pesanti perdite subite a Napoleone non rimase altra scelta che ritirarsi verso il Reno e la Francia; i suoi alleati tedeschi defezionarono in massa passando dalla parte dei coalizzati, assottigliando ancora di più le forze sotto il suo comando.
Anche in Spagna la situazione era volta definitivamente a favore degli alleati. Dopo avere espugnato la città fortificata di Badajoz al termine di un sanguinoso assedio nell'aprile del 1812 l'esercito anglo-portoghese di Wellington aveva inflitto una dura sconfitta ai francesi del maresciallo Auguste Marmont il 22 luglio seguente nella battaglia di Salamanca; la vittoria consentì a Wellington di liberare Madrid il 12 agosto, ma nell'ottobre seguente le forze anglo-portoghesi subirono un grave scacco quando non riuscirono a espugnare Burgos, la prima grave sconfitta subita dal duca nella campagna iberica. Wellington riportò la sua armata sul confine portoghese, dedicando i mesi seguenti a riorganizzarla e rinforzarla; la campagna riprese nel maggio del 1813, e il 21 giugno gli anglo-portoghesi ottennero una vittoria decisiva contro le forze del re Giuseppe nella battaglia di Vitoria. Il comando delle forze francesi passò al maresciallo Soult, ma quest'ultimo non poté fare altro che coordinare una lenta ritirata verso i Pirenei; un contrattacco lanciato dai francesi venne respinto, e le forze di Wellington misero piede sul suolo francese il 7 ottobre 1813. Soult tentò un nuovo contrattacco sul finire di gennaio del 1814, ma subì una sconfitta nella battaglia di Orthez il 27 febbraio; l'ultimo scontro di una certa importanza fu la battaglia di Tolosa il 12 aprile, dove ancora una volta Wellington inflisse una sconfitta a Soult. L'indomito maresciallo stava di nuovo tentando di concentrare le sue forze per un nuovo scontro, quando venne informato dell'abdicazione di Napoleone avvenuta il 6 aprile precedente; il 17 aprile, con l'armistizio di Tolosa tra Soult e Wellington, si concluse ufficialmente la lunga guerra d'indipendenza spagnola.

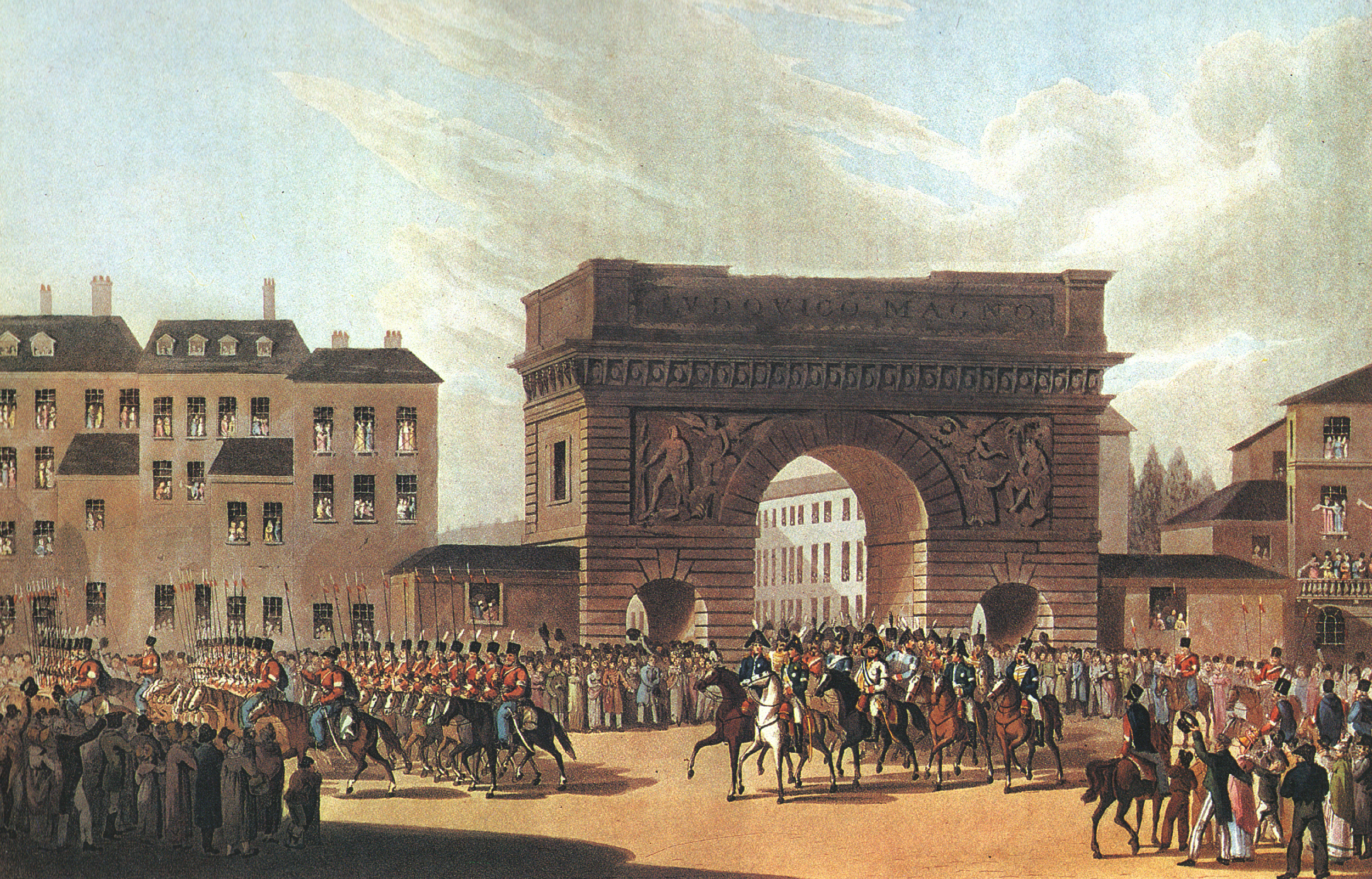
L'esercito russo entra a Parigi (30 marzo 1814)

Nonostante il disastro in cui era incappato in Germania e le pessime notizie che giungevano dalla Spagna il 9 novembre 1813 Napoleone rientrò a Parigi e si diede subito da fare per ricostruire il suo esercito distrutto; un'offerta di pace avanzata dagli austriaci, che prevedeva il ritorno della Francia nei confini precedenti alla rivoluzione, venne fermamente respinta dall'imperatore, e agli alleati non restò altra scelta che dare inizio ai primi di gennaio del 1814 all'invasione della Francia stessa. Le armate alleate varcarono il Reno e avanzarono su Parigi divise in due tronconi: 160 000 russo-austriaci sotto Schwarzenberg avanzavano da sud-est, mentre gli 80 000 russo-prussiani di Blücher arrivavano da nord; a queste forze Napoleone poteva opporre circa 180 000 uomini (di cui 70 000 sotto il suo diretto comando), in maggioranza costituiti da giovani reclute prive di addestramento. Nonostante la disparità delle forze, tra febbraio e marzo del 1814 Napoleone riuscì a infliggere alle armate alleate una mezza dozzina di imbarazzanti sconfitte, ma senza ottenere alcun successo definitivo; a ogni scontro le esigue forze francesi si logoravano sempre di più, mentre ormai anche tra i marescialli cresceva la sfiducia verso l'imperatore. Il 21 marzo Napoleone subì una dura sconfitta nella battaglia di Arcis-sur-Aube, e le forze di Schwarzenberg e di Blücher poterono così riunirsi per marciare direttamente su Parigi; il 31 marzo, dopo avere subito una sconfitta nella battaglia di Fère-Champenoise cinque giorni prima, il maresciallo Marmont, incaricato della difesa della capitale, consegnò agli alleati la città.
Napoleone condusse il suo esercito a Fontainebleau in previsione di un tentativo di liberare Parigi, ma i suoi soldati ormai non erano in grado di condurre un'altra battaglia: il 1º aprile il Senato francese dichiarò decaduto l'imperatore, mentre il 4 aprile i marescialli Ney, Davout e Macdonald comunicarono la loro ferma intenzione di non condurre più in battaglia le loro truppe. A Napoleone, messo di fronte al fatto compiuto, non rimase altro che la resa: il 6 aprile abdicò formalmente dalla carica di imperatore, consegnandosi spontaneamente nelle mani degli alleati; l'11 aprile seguente, con il trattato di Fontainebleau, i monarchi alleati decisero di mandarlo in esilio sull'isola d'Elba, mentre sul trono di Francia si insediava il re Luigi XVIII, fratello del sovrano ghigliottinato durante la Rivoluzione francese.

### Ritorno di Napoleone e sua sconfitta finale
Dopo avere trascorso dieci mesi nell'esilio sull'isola d'Elba Napoleone pianificò il suo rientro in Francia per il febbraio del 1815. Il momento era propizio a una similie impresa: il re Luigi XVIII si era ben presto reso impopolare, permettendo il ritorno in massa dei nobili fuoriusciti durante la rivoluzione, dilapidando in poco tempo le scarne finanze francesi e negando i dovuti sussidi ai veterani della Grande Armée. Anche la coalizione anti-francese era in crisi, in quanto i vari monarchi, impegnati nel congresso di Vienna nel tentativo di dare un nuovo assetto all'Europa post-rivoluzione, si ostacolavano a vicenda al fine di accaparrarsi migliori vantaggi per la propria nazione. Il 1º marzo Napoleone sbarcò con un pugno di seguaci nel Sud della Francia, iniziando la marcia verso nord; i reparti inviati a contrastarlo si ammutinarono uno dopo l'altro, passando in massa dalla sua parte. Il 20 marzo, al termine di una vera e propria marcia trionfale, Napoleone fece il suo ingresso a Parigi senza sparare un colpo, mentre il re Luigi si rifugiava a Bruxelles. Il ritorno di Napoleone aveva però avuto l'effetto di ricompattare il fronte degli alleati, che iniziarono ad ammassare truppe ai confini francesi; per la fine di maggio cinque armate alleate erano in via di organizzazione per complessivi 700 000 uomini mobilitati, a cui i francesi potevano opporne solo 270 000.

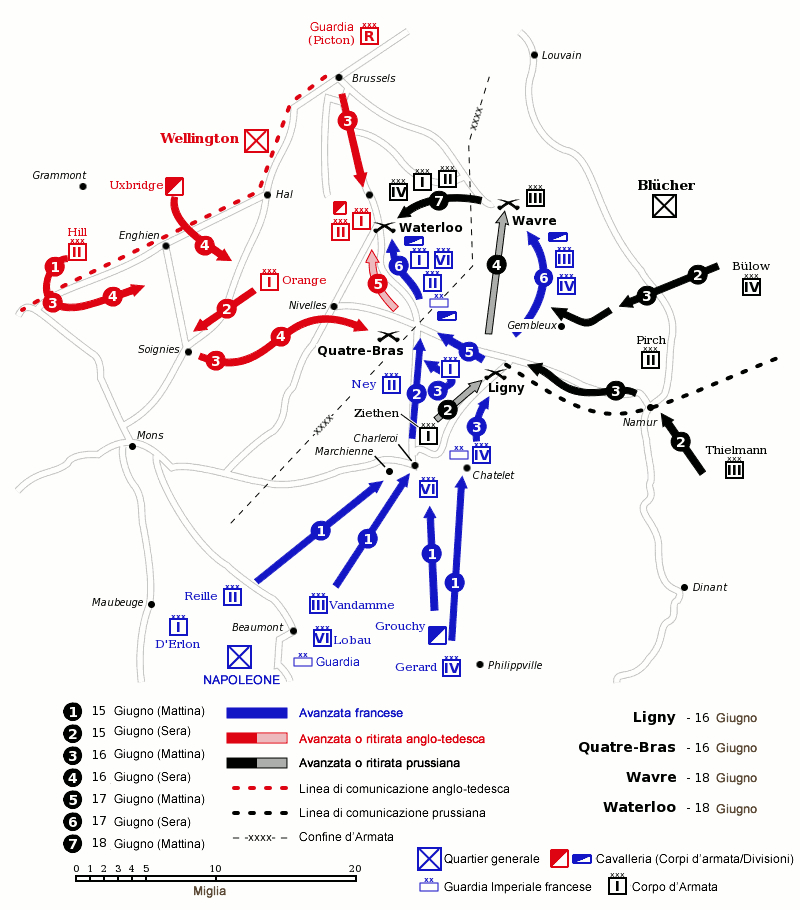
Mappa della campagna di Waterloo

Napoleone aveva bisogno di un chiaro successo militare per ricompattare il fronte interno francese, dove sussistevano ancora sacche di resistenza monarchica; una rapida vittoria avrebbe inoltre potuto mandare in crisi la coalizione, riaccendendo le rivalità non ancora sopite tra gli alleati. Ai primi di giugno, il neo-rinominato imperatore lasciò Parigi alla testa di un esercito di 128 000 uomini diretto in Belgio, dove si trovavano due armate alleate: l'armata anglo-olandese del duca di Wellington e l'armata prussiana del generale Blücher; il piano di Napoleone consisteva nell'incunearsi tra le due armate alleate, per poi batterle separatamente. Il 16 giugno Napoleone sconfisse i prussiani nella battaglia di Ligny, anche se Blücher riuscì a organizzare una ritirata coordinata; contemporaneamente, l'ala sinistra francese sotto il maresciallo Ney aveva affrontato gli anglo-olandesi nella battaglia di Quatre-Bras, senza ottenere un chiaro successo ma obbligandoli alla ritirata. Napoleone distaccò un contingente sotto il maresciallo Grouchy con il compito di mantenere la pressione sui prussiani, mentre lui stesso conduceva il resto dell'armata contro Wellington. Il 18 giugno i due eserciti si affrontarono nella celebre battaglia di Waterloo; le truppe anglo-olandesi, arroccate su una serie di colline, resistettero disperatamente agli assalti francesi, fino a che nel pomeriggio non sopraggiunse parte dell'armata prussiana di Blücher, che era riuscito a eludere l'inseguimento da parte di Grouchy. Le due forze alleate congiunte furono quindi in grado di infliggere una severa sconfitta all'armata di Napoleone.
Sebbene esistessero i presupposti per continuare la guerra (nei dintorni di Parigi c'erano ancora 150 000 uomini in fase di addestramento) Napoleone si vide ben presto privare del supporto politico da parte dell'Assemblea Generale francese; il 22 giugno Napoleone abdicò per la seconda volta, consegnandosi poi ai britannici il 15 luglio seguente. I monarchi alleati decisero di esiliarlo il più lontano possibile dall'Europa, nella remota isoletta di Sant'Elena; qui Napoleone troverà infine la morte il 5 maggio 1821.

## Conseguenze

### Effetti politici
Le guerre napoleoniche ebbero cinque grandi ripercussioni sul continente europeo:
- In molti paesi dell'Europa, l'importazione degli ideali della Rivoluzione francese (democrazia, processi equi nei tribunali e abolizione dei privilegi) lasciò un profondo segno. Malgrado le leggi di Napoleone fossero autoritarie, presentarono alcuni aspetti meno autoritari di quelle dei monarchi precedenti, o di quelle dei giacobini e del regime del Direttorio durante la rivoluzione. I monarchi europei trovarono serie difficoltà nel restaurare l'assolutismo pre-rivoluzionario e si videro costretti, in molti casi, a mantenere alcune delle riforme indotte dall'occupazione. Il lascito istituzionale è rimasto fino a oggi; molti paesi europei hanno un sistema di leggi civili, con un codice legale chiaramente influenzato dal codice napoleonico.
- La Francia tornò a essere una potenza dominante in Europa, come era stata dai tempi di Luigi XIV.
- Si sviluppò un nuovo e potenzialmente poderoso movimento: il nazionalismo. Esso cambiò il corso della storia dell'Europa per sempre. Fu la forza che spinse alla nascita di alcune nazioni e alla fine di altre.
- Il Regno Unito si trasformò nella potenza egemonica indiscutibile in tutto il globo, tanto in terra come sul mare. L'occupazione dell'Olanda da parte della Francia all'inizio delle guerre, gli servì da pretesto per occupare le colonie olandesi d'oltremare come Ceylon, Malacca, Sudafrica e Guyana.
- La guerra nella penisola iberica lasciò completamente distrutta la Spagna, così come il suo esercito. Questa situazione fu sfruttata dai gruppi indipendentisti delle sue colonie americane per ribellarsi contro il paese oppressore; sotto l'influsso degli ideali delle rivoluzioni americana e francese, nel 1825, tutte le colonie spagnole d'America, a eccezione di Cuba e Porto Rico, si trasformarono in repubbliche indipendenti o entrarono a fare parte degli Stati Uniti o del Regno Unito.

### L'eredità militare delle guerre
Le guerre napoleoniche, a loro volta, ebbero un profondo impatto sull'organizzazione militare. Fino ai tempi di Bonaparte gli Stati dell'Europa avevano utilizzato eserciti relativamente piccoli, con un'alta percentuale di mercenari. Le innovazioni militari della metà del XVIII secolo riuscirono a riconoscere l'importanza di una "nazione" in guerra.
Napoleone operò sempre in modo tale da utilizzare la mobilità delle proprie truppe per ovviare allo svantaggio numerico, come dimostrò nella sua trionfale vittoria sulle forze austro-russe nella battaglia di Austerlitz del 1805 dove il III Corpo d'armata di Davout coprì i 120 km tra Vienna e Austerlitz in 50 ore, e nella riorganizzazione della logistica. Si circondò di validi collaboratori che costituirono uno stato maggiore senza eguali nelle altre organizzazioni militari, diretto dal maresciallo Louis Alexandre Berthier che fu al fianco di Bonaparte dalla campagna di Italia all'Isola d'Elba, nucleo organizzativo dove l'Imperatore si recava per consultare le carte geografiche dove le posizioni delle forze amiche e nemiche venivano rappresentate con spilli multicolori secondo un metodo perfezionato dallo stesso Berthier. Per fare un paragone, l'esercito prussiano non aveva nulla che assomigliasse a uno stato maggiore fino al 1810 con Scharnhorst, l'Austria dovette aspettare il 1813 con Radetzky e la Russia il 1815 con Jomini. Napoleone, memore del suo passato di artigliere, riorganizzò nell'esercito francese il ruolo dell'artiglieria in combattimento, creando unità mobili e indipendenti in opposizione al tipico attacco dell'artiglieria tradizionale. Spinse avanti la standardizzazione dei calibri dei cannoni, già attuata in parte da Gribeuval, con l'obiettivo di assicurare una maggiore facilità negli approvvigionamenti delle munizioni e la compatibilità tra i suoi pezzi di artiglieria. Favorì la ricerca scientifica, spesso applicata a un migliore sfruttamento degli eserciti, per esempio nel campo medico. Sebbene la sanità militare dovrà attendere quasi altri cento anni per svilupparsi pienamente, alcuni tentativi organizzativi vennero messi a punto già nell'epoca napoleonica, quali per esempio il concetto di triage, di moderna attualità e reintroduzione, ma inventato dal chirurgo Larrey al seguito delle truppe napoleoniche.
Assolutamente fondamentale è il contributo alla teoria bellica. Durante le guerre napoleoniche, vennero messi in atto con successo dall'esercito francese molti tipi di manovre della tattica militare (battaglia per linee interne, sfilamento, accerchiamento, assedio) rivisitate alla luce dei mezzi e armamenti di nuova introduzione per l'epoca. Furono introdotti e sviluppati molti nuovi concetti di strategia militare (utilizzo e sviluppo della topografia, esplorazione, spionaggio, centro di gravità, concentrazione degli sforzi, inseguimento) che hanno ispirato la teoria fino ai giorni nostri. Sul fronte opposto, le battaglie navali combattute durante le guerre napoleoniche portarono al raffinamento delle tattiche per la Royal Navy. Di fondamentale importanza fu la definitiva affermazione della formazione in "linea di battaglia" che consentì ai britannici, che la adottarono nella battaglia di Trafalgar, di effettuare la manovra del "taglio del T" che avrebbe dominato la tattica navale per i due secoli successivi.

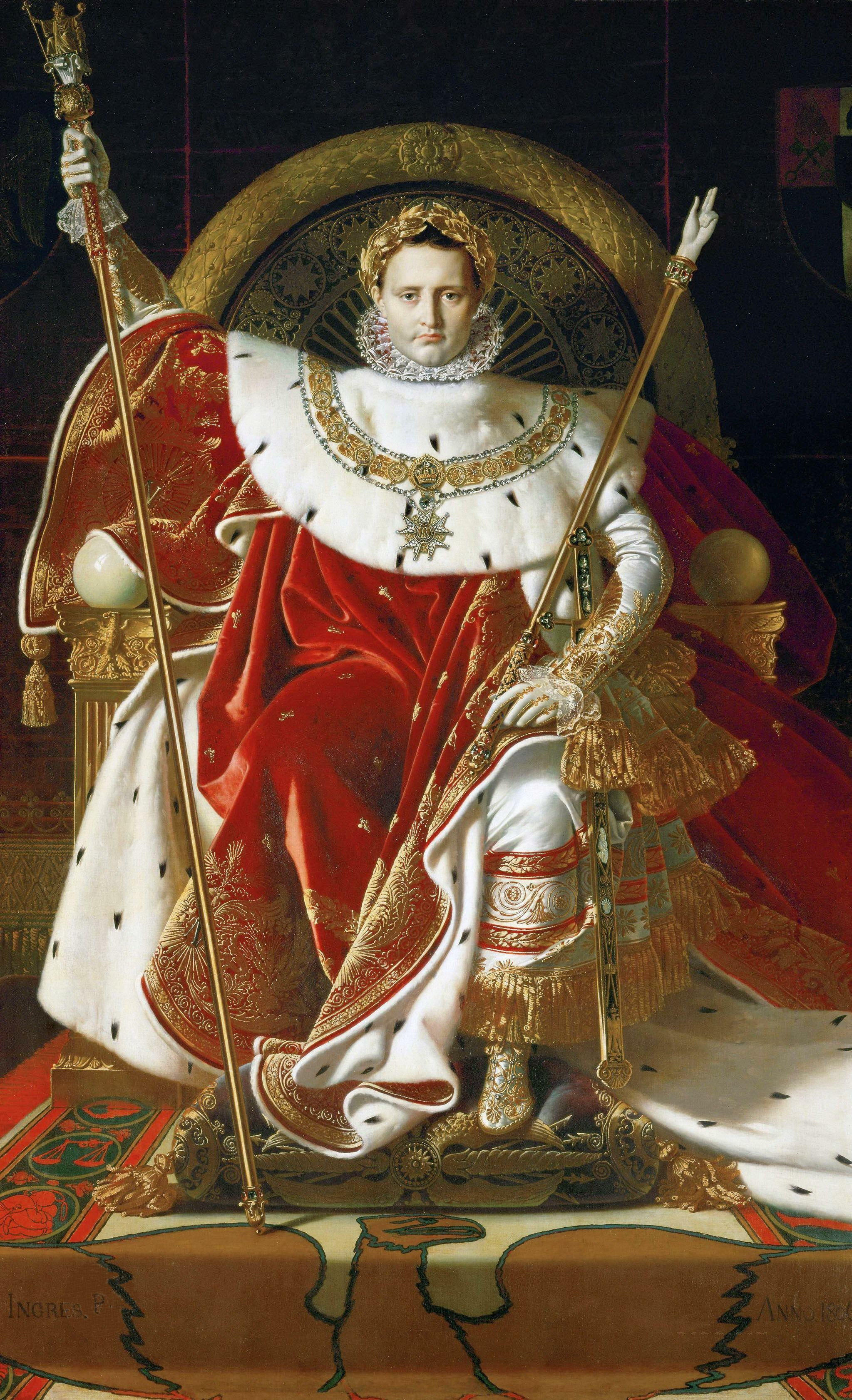
Napoleone Imperatore, opera di Jean-Auguste-Dominique Ingres

Alla fine del XVIII secolo, con la quarta maggiore popolazione su scala mondiale, 27 milioni, paragonata ai 12 milioni del Regno Unito e ai 35-40 milioni della Russia, la Francia si vedeva in una posizione propizia per trarre vantaggio dall'arruolamento di massa.
Nemmeno deve darsi tutto il merito delle innovazioni a Napoleone. Lazare Carnot svolse un ruolo fondamentale nella riorganizzazione dell'esercito francese tra il 1793 e il 1794, un periodo nel quale la fortuna della Francia cambiò per merito degli eserciti repubblicani, avanzando in tutti i fronti.
Il Regno Unito aveva il numero totale di 747 670 uomini tra gli anni 1792 e 1815. Inoltre approssimativamente un milione di uomini erano impiegati nella marina. Il totale del resto dei principali combattenti è difficile da calcolare, ma nel settembre del 1812 la Russia aveva un totale di 904 000 uomini iscritti nel suo esercito di terra, questo significa che il totale dei russi che combatterono doveva essere fra i due milioni o più. Le forze austriache raggiunsero un numero di 576 000 uomini con poca o nessuna forza navale; l'Austria fu il nemico più persistente della Francia ed è ragionevole supporre che più di un milione di austriaci servirono nell'esercito. La Prussia non ebbe più di 320 000 uomini in armi in nessun periodo. La Spagna raggiunse la cifra di circa 300 000 soldati, ma deve aggiungersi una considerevole forza guerrigliera che operava al di fuori delle truppe regolari. Gli altri stati che ebbero più di 100 000 soldati mobilitati furono inoltre l'Impero ottomano, il Regno di Sardegna, il Regno di Napoli e la Polonia, senza includere gli Stati Uniti, con 286 730 combattenti. Come può vedersi, tutte queste piccole nazioni avevano eserciti che sorpassavano in numero quelli delle grandi potenze nelle guerre pre-napoleoniche.
In ciò ebbero molta influenza le tappe iniziali della rivoluzione industriale. Ora risultava facile la produzione di armi in massa per equipaggiare forze significativamente maggiori. Il Regno Unito fu il maggior fabbricante di armi di questo periodo, fornendo la maggioranza delle armi usate dalle potenze alleate durante i conflitti, e usando una parte della produzione per il suo stesso esercito. La Francia fu il secondo maggiore produttore, armando il suo esercito e quello dei suoi alleati.
Il numero degli effettivi degli eserciti è una chiara indicazione circa il cambiamento nella strategia militare. Durante l'ultima importante guerra dell'Europa, ovvero la guerra dei sette anni, pochi eserciti superarono i 200 000 uomini. In contrasto l'esercito francese raggiunse, negli anni novanta del XVIII secolo, la cifra di un milione e mezzo di effettivi. In totale circa 2,8 milioni di francesi combatterono battaglie di terra e 150 000 quelle di mare, tanto che il totale dei combattenti francesi raggiunse la cifra di circa tre milioni di uomini.
Un'altra innovazione che venne applicata in guerra fu l'uso del telegrafo ottico, che permetteva al ministro della guerra Carnot di comunicare con le forze francesi alle frontiere durante l'ultimo decennio del XVIII secolo. Questo sistema continuò a essere usato anche dopo. In aggiunta si usò per la prima volta la vigilanza aerea durante le guerre, quando i francesi usarono un pallone aerostatico per spiare le posizioni alleate nella battaglia di Fleurus, il 26 giugno 1794. Durante le guerre napoleoniche si attuò anche la sperimentazione di razzi balistici, i cosiddetti razzi Congreve dal nome del colonnello William Congreve che li sperimentò presso l'arsenale di Mysore in India e che vennero usati con successo in un attacco navale alla città di Boulogne nel 1806, quando diciotto barche spararono duecento razzi in trenta minuti, o l'attacco a Copenaghen del 1807 nel quale vennero lanciato 40 000 razzi che produssero danni terribili con il fuoco alla città; vennero anche sperimentati i primi sommergibili realizzati da Robert Fulton tra cui il Nautilus.